# Parc national de Doi Pha Hom Pok
Le parc national de Doi Pha Hom Pok (thaï : อุทยานแห่งชาติดอยผ้าห่มปก), autrefois nommé parc national de Mae Phang, est un parc naturel de Thaïlande fondé en 2000. Sa superficie est de 524 km2.
Ce parc national se situe dans les districts de Fang, Mae Ai et Chai Prakan dans la province de Chiang Mai, au nord de la Thaïlande, à la frontière de la Birmanie.
Sa caractéristique principale, c'est la présence de plus d'une cinquantaine de geysers et de nombreuses sources d'eau chaude.

## Géographie

n°1 : parc national de Doi Inthanon ; n°2 : parc national de Doi Pha Hom Pok ; n° 3 : parc national de Doi Suthep-Pui

Ce parc national se trouve dans la chaîne de montagne Phi Pan Nam, entre 400 et  2285 m d'altitude.  
Il a 70 km de frontière commune avec la Birmanie. 
La montagne Doi Pha Hom Pok est le second sommet le plus élevé de Thaïlande. Elle culmine à 2 285 m au-dessus de la mer et elle est située au nord du parc. 

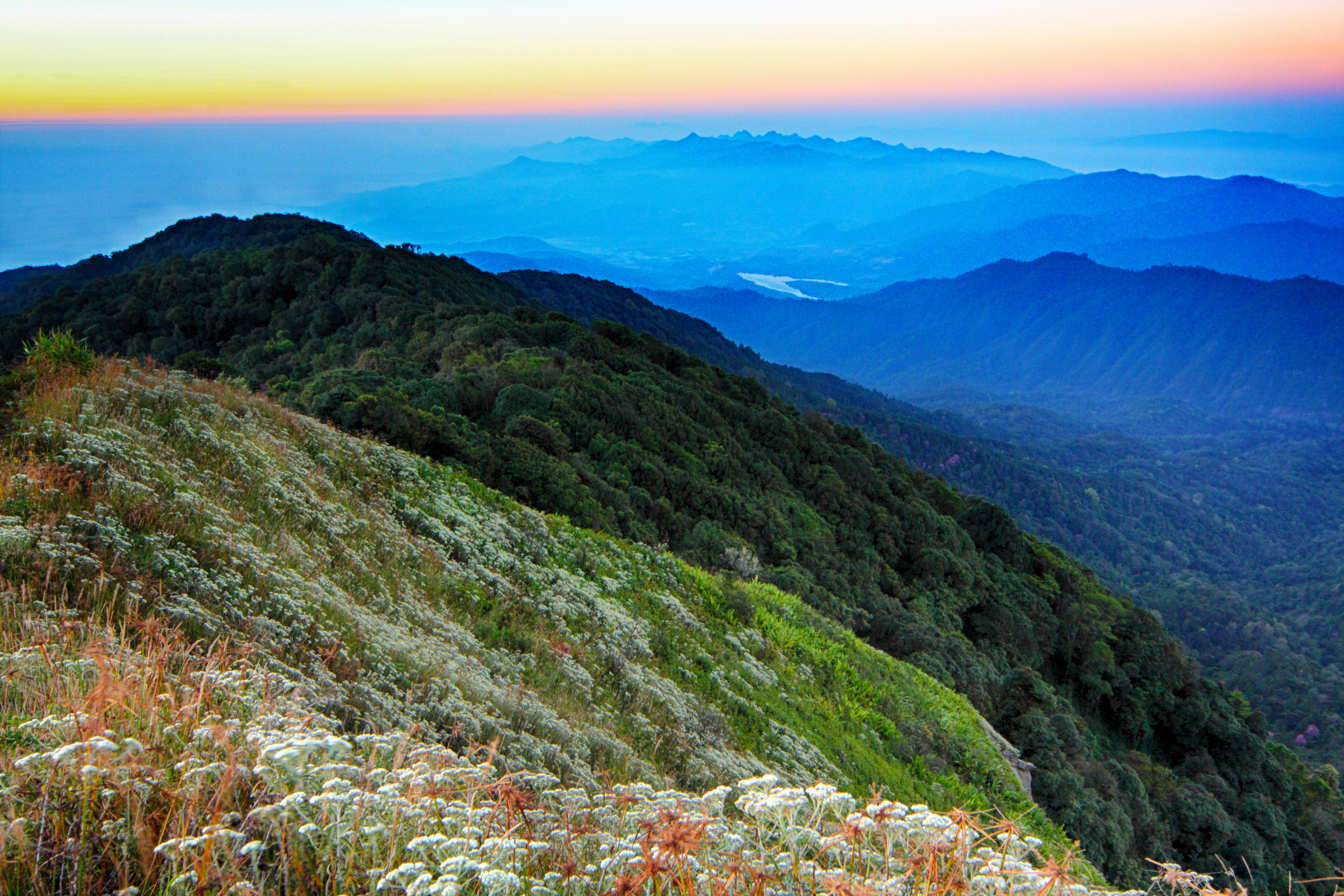
Montagne Doi Pha Hom Pok

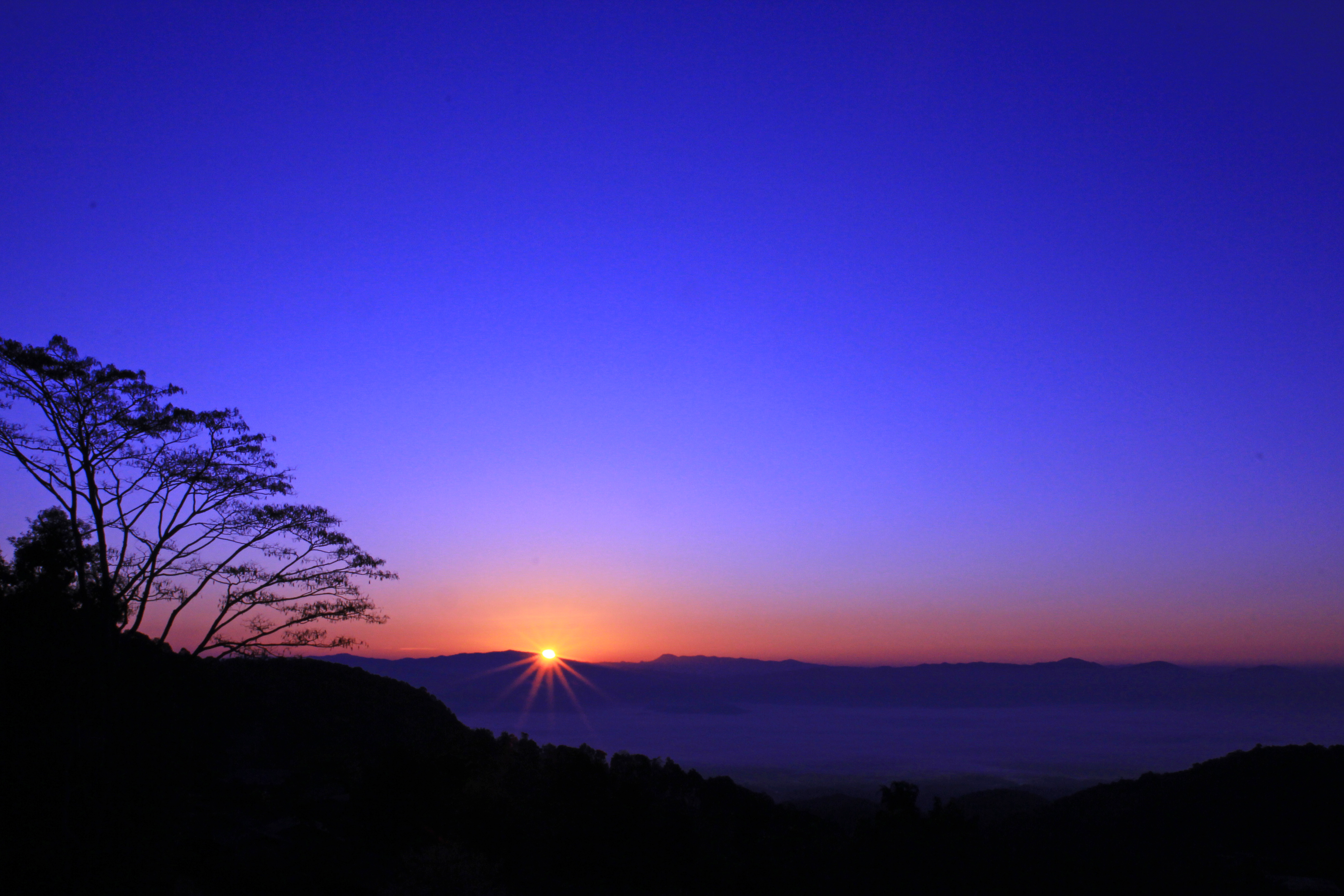
"L'Aurore aux doigts de rose..."

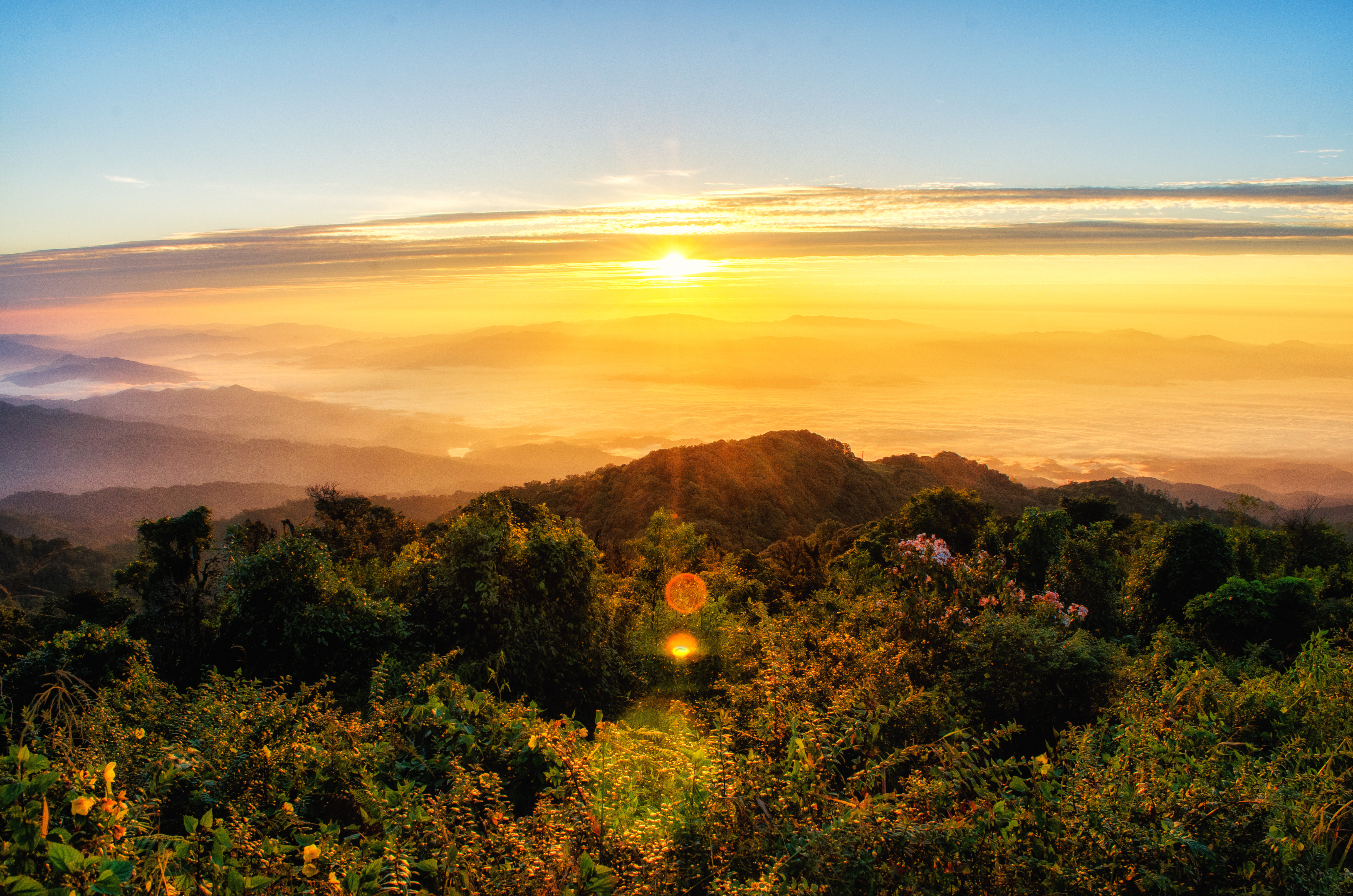

On peut aussi citer la montagne Doi Lang (ดอยลาง) située tout au nord très près de la frontière birmane et la montagne Doi Ang Kang (ดอยอ่างขาง) située au sud et qui culmine à 1928 m d'altitude.

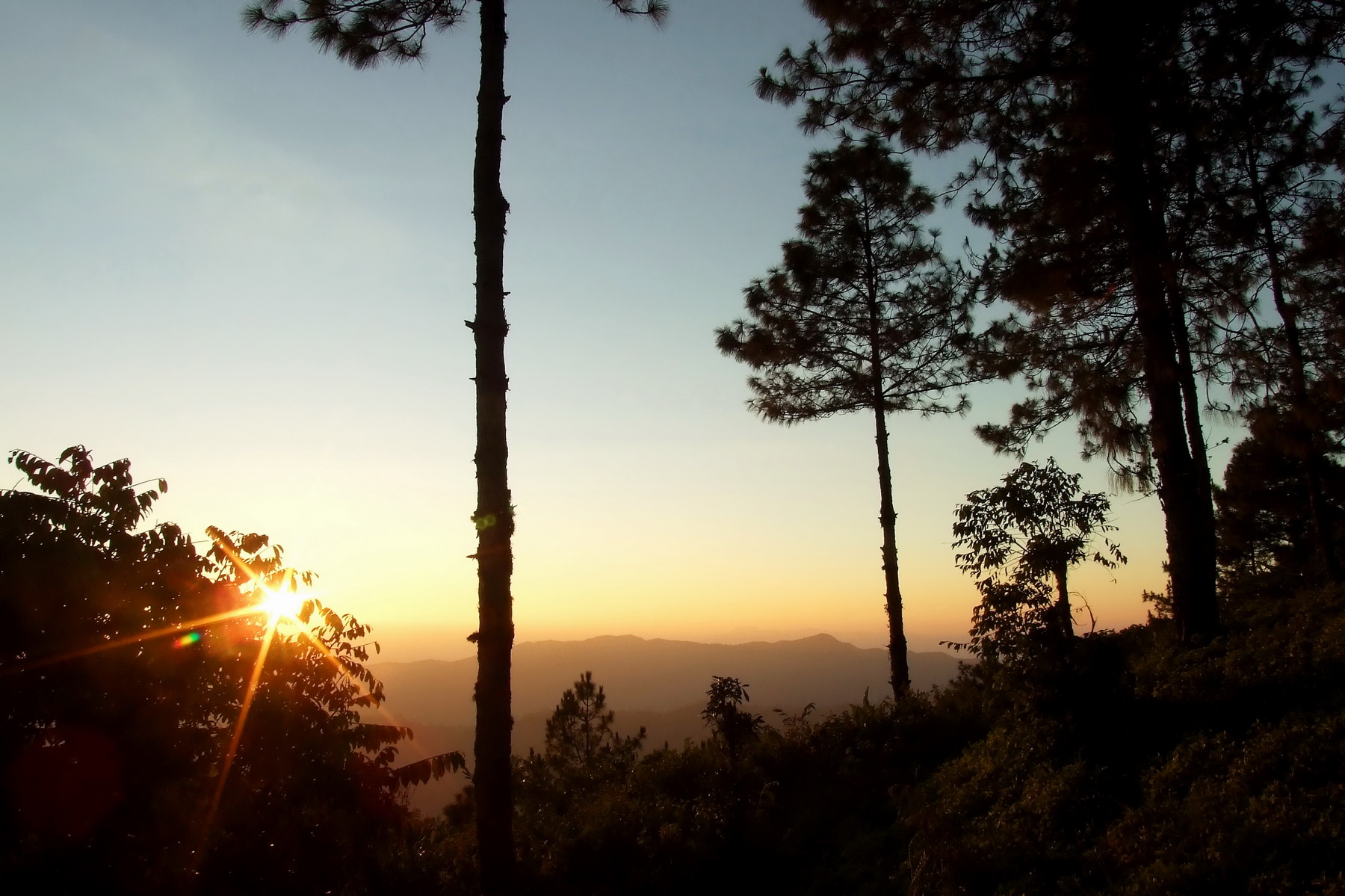
Coucher de soleil

On peut y admirer, comme à San Kamphaeng,  de nombreux geysers (plus de 50) atteignant parfois jusqu'à 40 à 50 m de haut. Les jets d'eau et de vapeur jaillissent par intermittence toutes les 2 à 25 minutes.

Il y a aussi de nombreuses sources d'eau chaude dont la température varient de 90 à 130°C.

Geysers et sources d'eau chaude
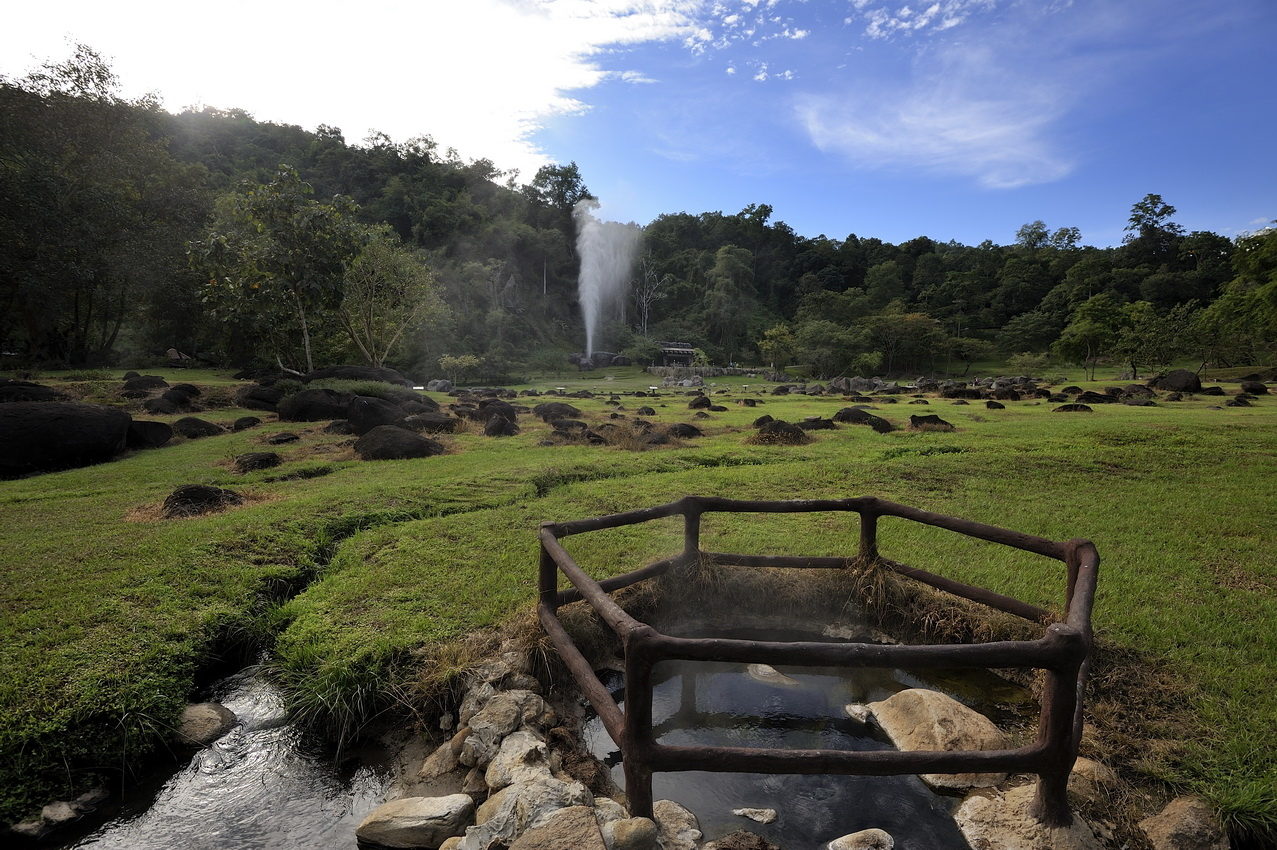
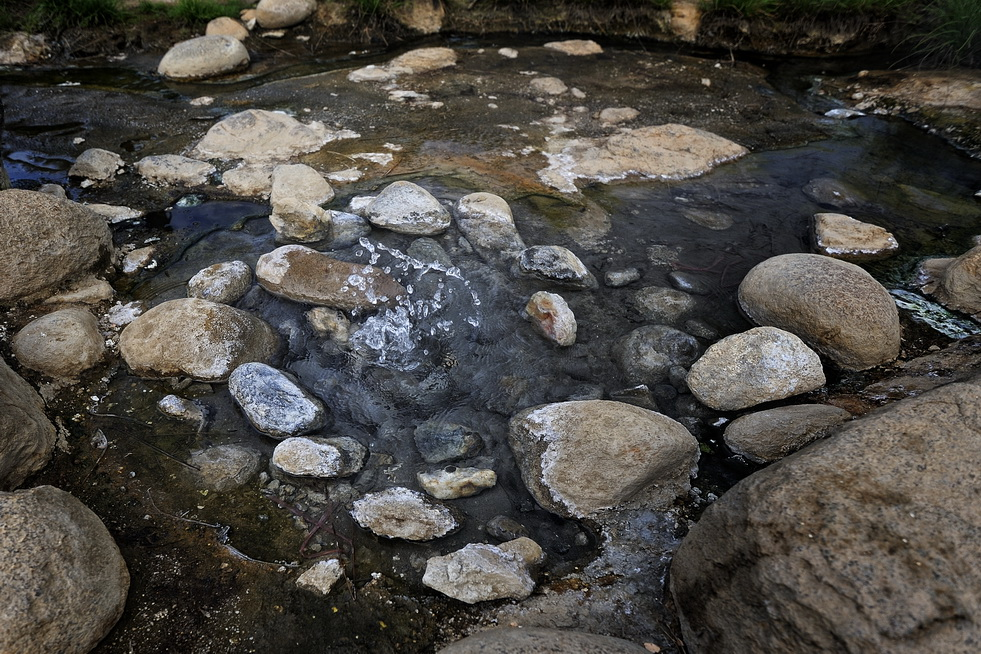
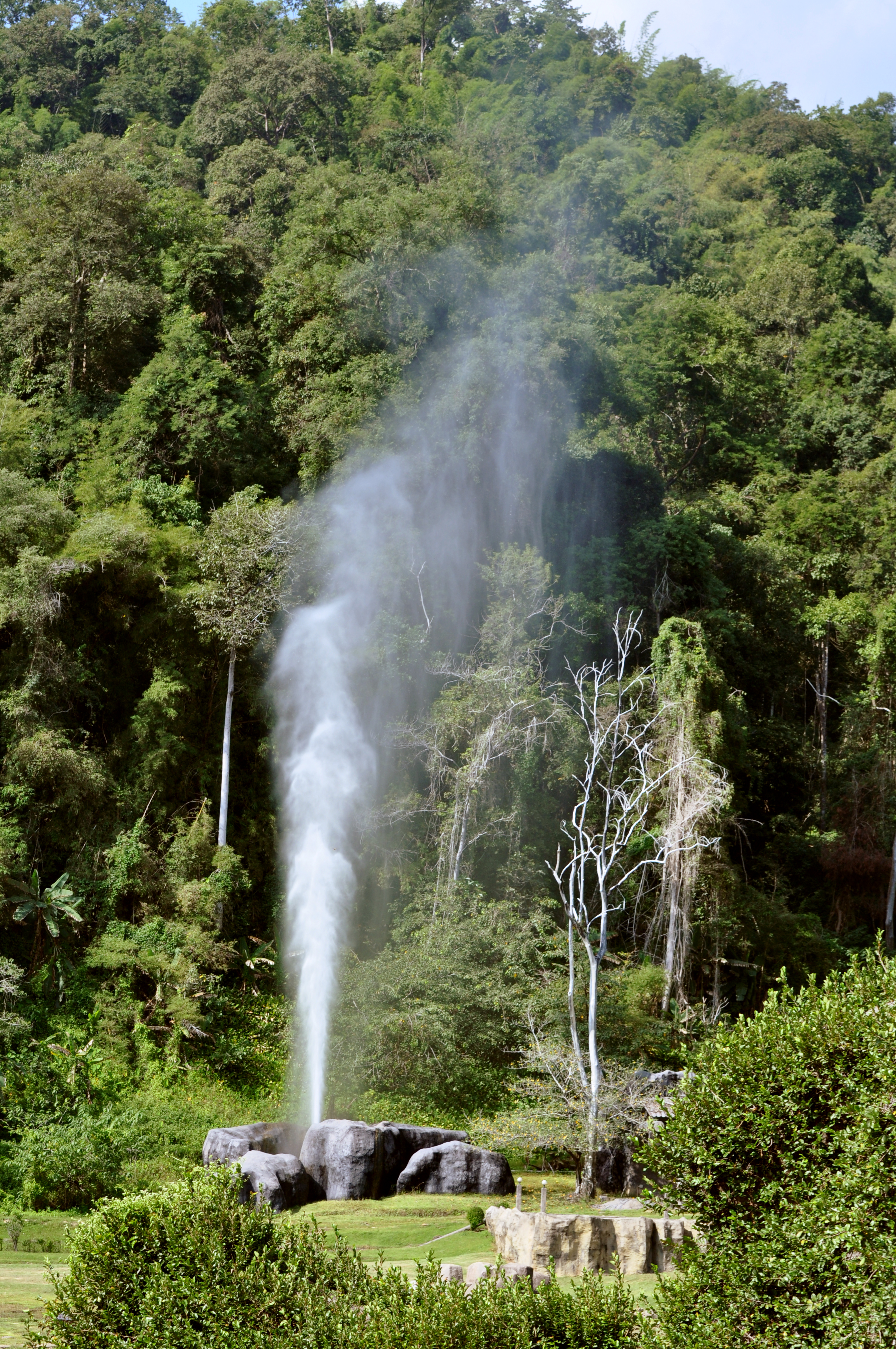

Touristes et thaïlandais peuvent y prendre des bains de sources thermales d'eau chaude tempérée.
Les chutes d'eau sont elles-aussi nombreuses : cascade Taat Mook (น้ำตก ตาดหมอก), cascade Pong Nam Dang (น้ำตก โป่งน้ำดัง), cascade Pou Mun (น้ำตก ปู่หมื่น), cascade Taat Mei (น้ำตก ตาดเหมย) etc.
Il est possible pour les amateurs de spéléologie de visiter la grotte de huai bon (ถ้ำ ห้วยบอน), 

## Flore et faune

### Flore
On peut admirer 5 types de forêts tropicales dans ce parc national :
- Forêt tropicale humide avec en particulier des diptérocarpacées, arbres géants émergeant de la canopée comme l'hopea odorata;
- Forêt sèche de feuillus dipterocarpus sur les sols pauvres de 400 à 600 m d'altitude sur les sols pauvres avec arbres géants shorea obtusa, shorea siamensis, dipterocarpus obtusifolius ainsi que des palmiers-dattiers phoenix loureiroi et des cycas siamensis ;
- Forêt mixte de feuillus et de résineux de 400 à 800 m d'altitude avec des arbres teck, afzelia xylocarpa, dalbergia oliveri et pterocarpus macrocarpus ;
- Forêt de pins de 800 à 1700 m d'altitude avec des pins à trois aiguilles et des pins de Sumatra ;
- Forêt de montagne au-dessus de 1500 m avec des arbres comme le bouleau betula alnoides, le schima wallichii, le magnolia campellii, le prunus cerasoides ; des arbustes millepertuis hypericum hookeriarium et daphné ; des mousses bryophyta, des lichens, des fougères filicophyta, des orchidées et des plantes herbacées comme l'herbe nigelle cultivée (cumin noir), la balsamine des jardins impatiens balsamina et la rare impatiens jurpioides[14].

### Faune
Une grande multitude d'animaux vit dans ces montagnes, en particulier de très nombreux oiseaux.

#### Des mammifères
cerf aboyeur muntjac, sanglier (cochon sauvage), lièvre du Siam (ou lièvre de Birmanie), semnopithèque de Phayre, loris lent du Bengale, écureuil à ventre rouge (ou écureuil de Pallas), écureuil dremomys rufigenis, écureuil volant de Temminck petinomys setosus, porc-épic de Malaisie, ours noir d'Asie, belette à ventre jaune, marte asiatique à gorge jaune et putois à  dos rayé ...

#### Plus de 340 espèces d'oiseaux résidant en permanence ou migrateurs
Le passionné d'ornithologie peut observer une multitude d'oiseaux passereaux, oiseaux de taille petite ou moyenne : 
- Oiseaux chanteurs : tarier de Jerdon ... ;
- Aegithalidae : mésange à tête rousse ... ;
- Cinclidae : cincle de Pallas ... ;
- Elachuridae : turdinule tachetée ... ;
- Fringillidae : cipaye écarlate et gros-bec à ailes tachetées ... ;
- Leiothrichidae : cutie du Népal et garrulaxe à queue rouge ... ;
- Muscicapidae : énicure de Leschenault, torrentaire à calotte blanche ... ;
- Nectariniidae : souimanga queue-de-feu ... ;
- Turdidae : cochoa vert, merle à tête grise, merle de Fea, merle obscur ... ;
- Vireonidae : allotrie à gorge marron pteruthius melanotis ... ;
- Zosteropidae : yuhina à cou roux[15]... ;
- mais aussi ...

Oiseaux chanteurs Gobemouches
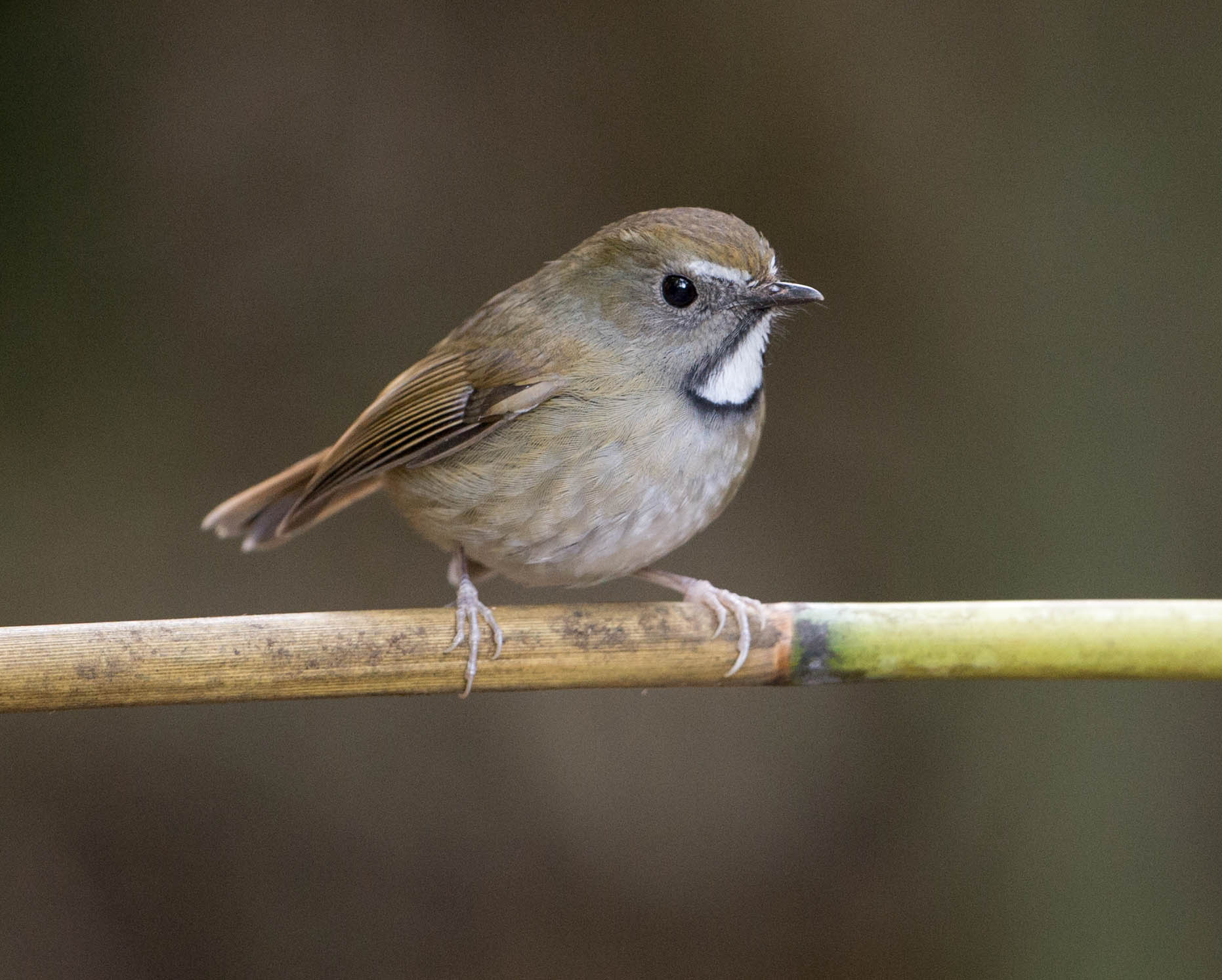
Gobemouche à gorge blanche
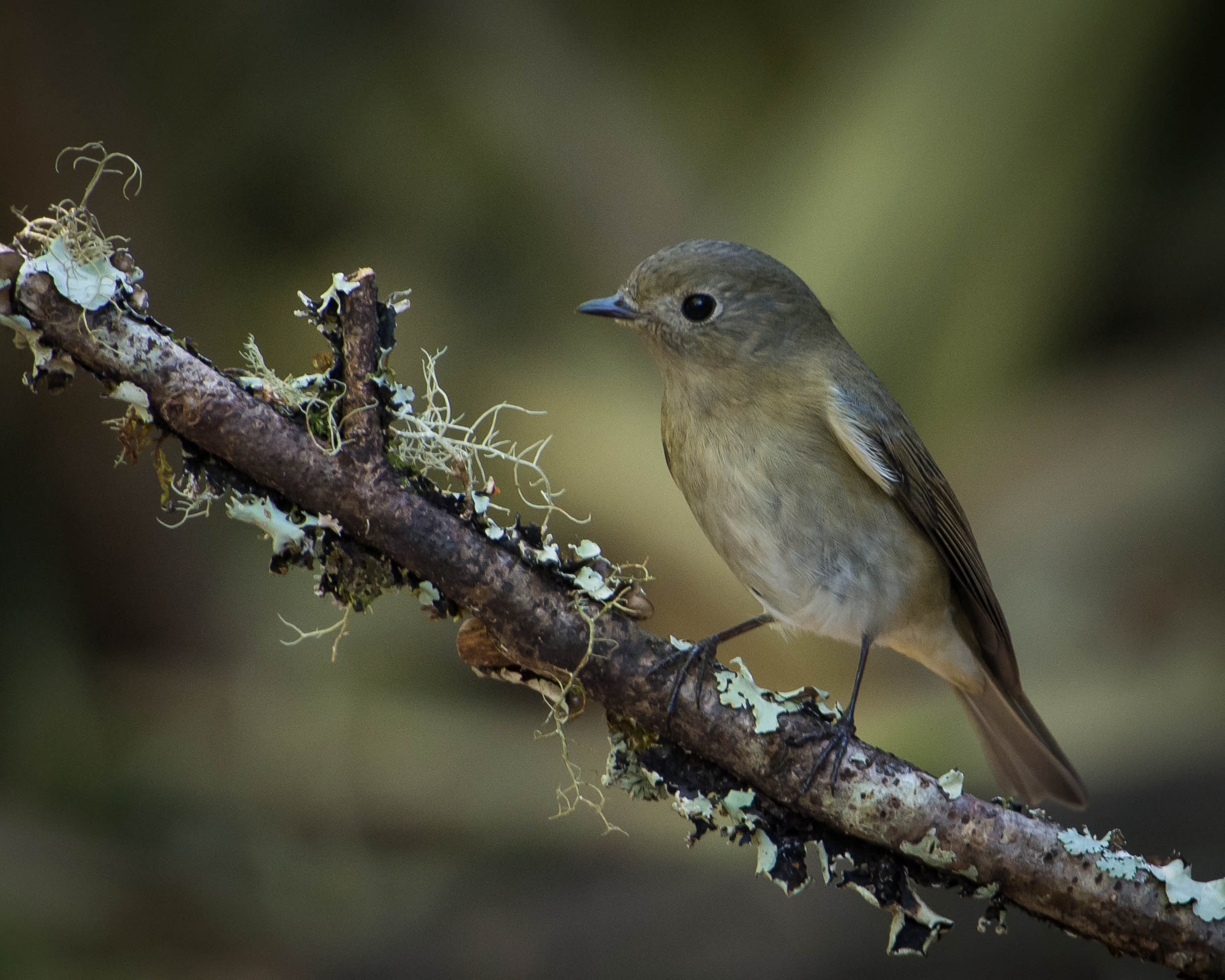
Gobemouche bleu-ardoise ficedula tricolor
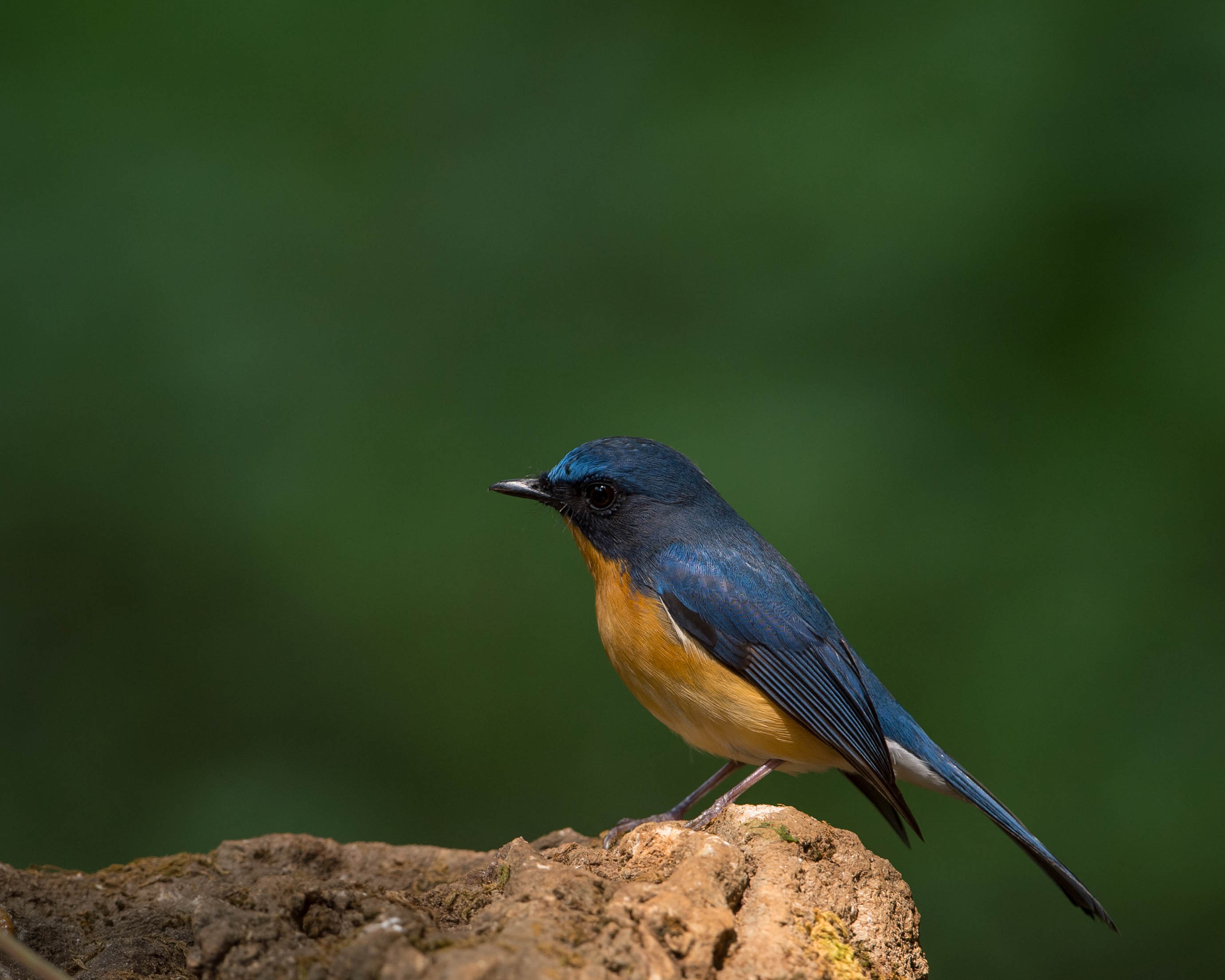
Gobemouche cyornis
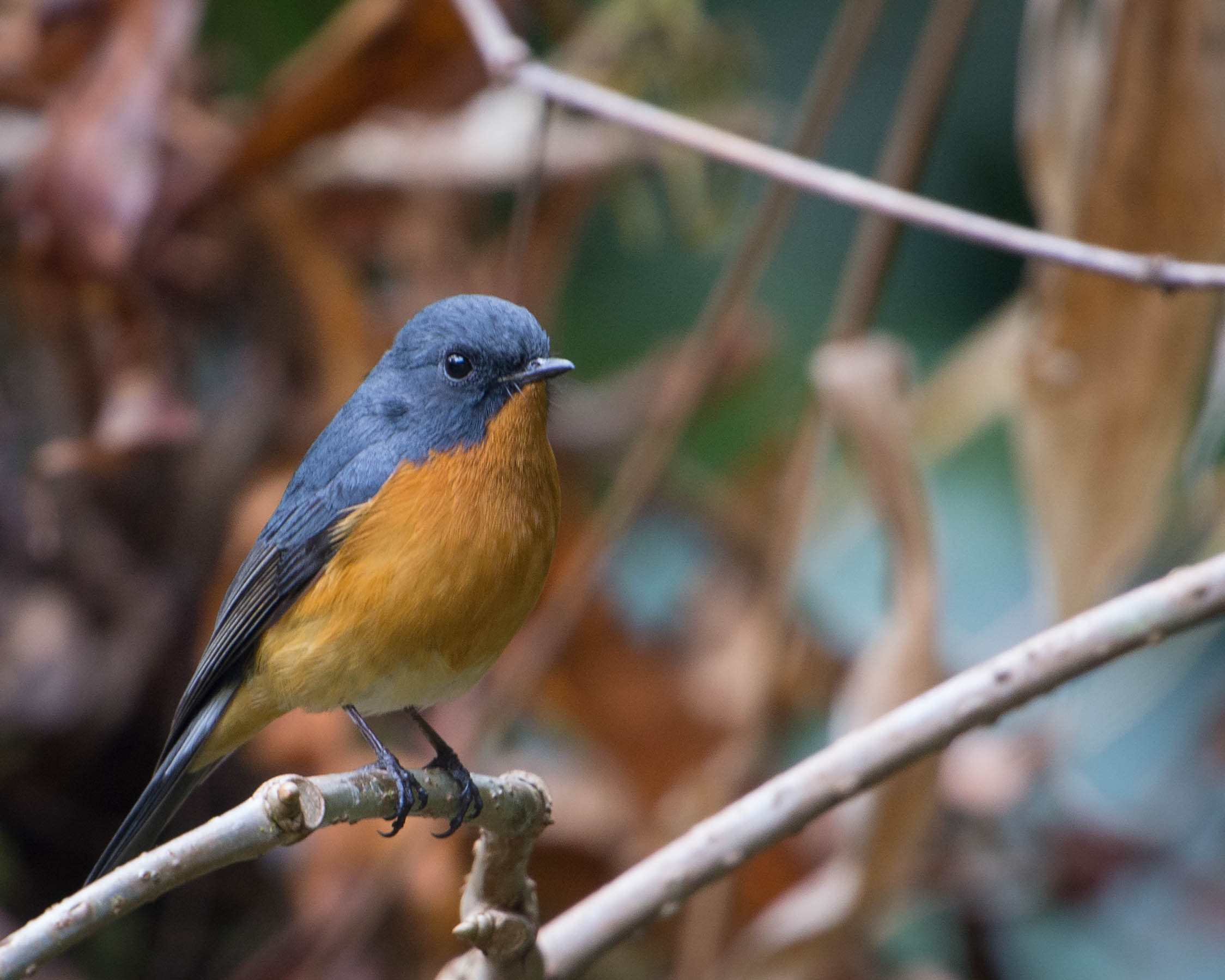
Gobemouche de Hodgson
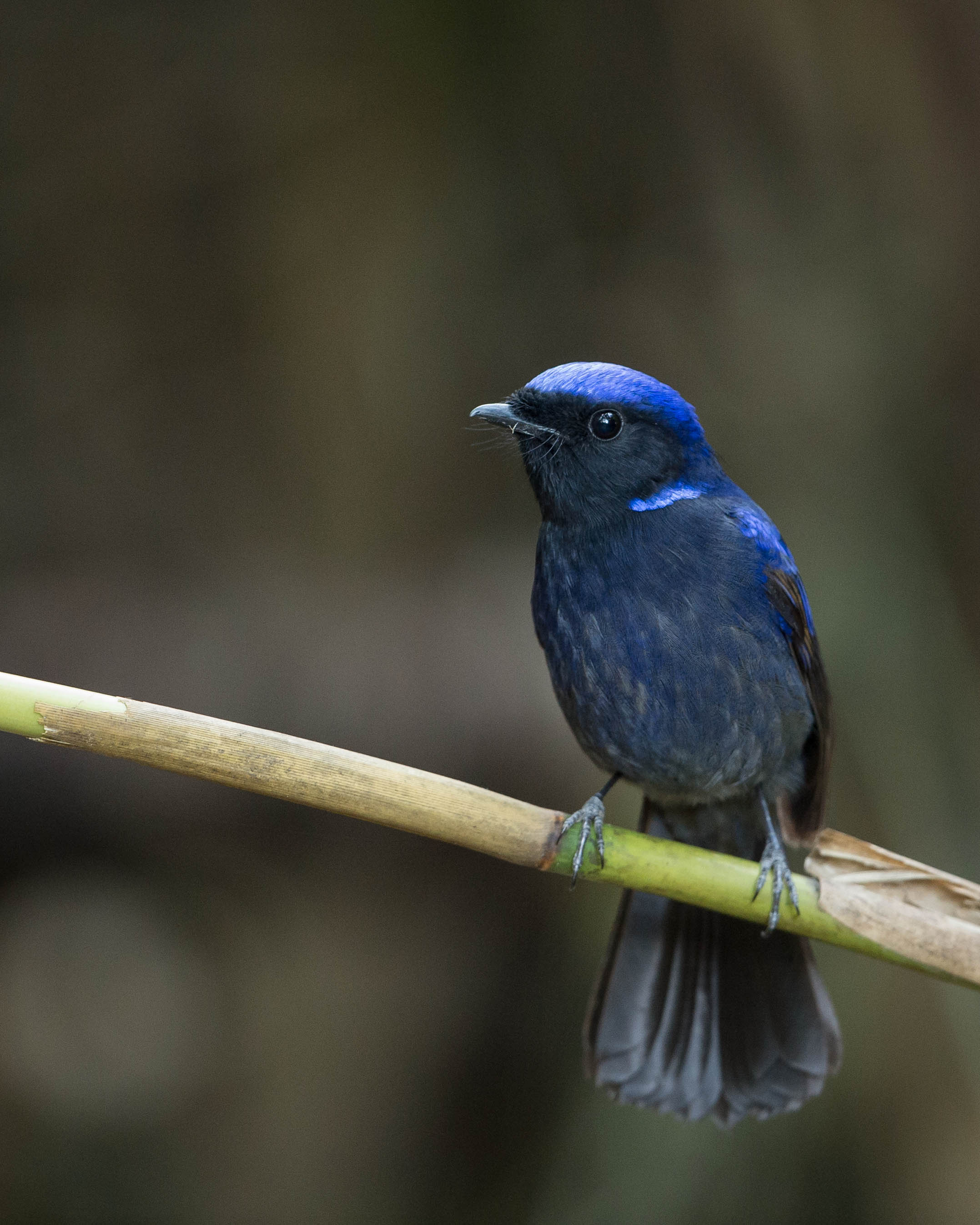
Grand gobemouche Niltava grandis
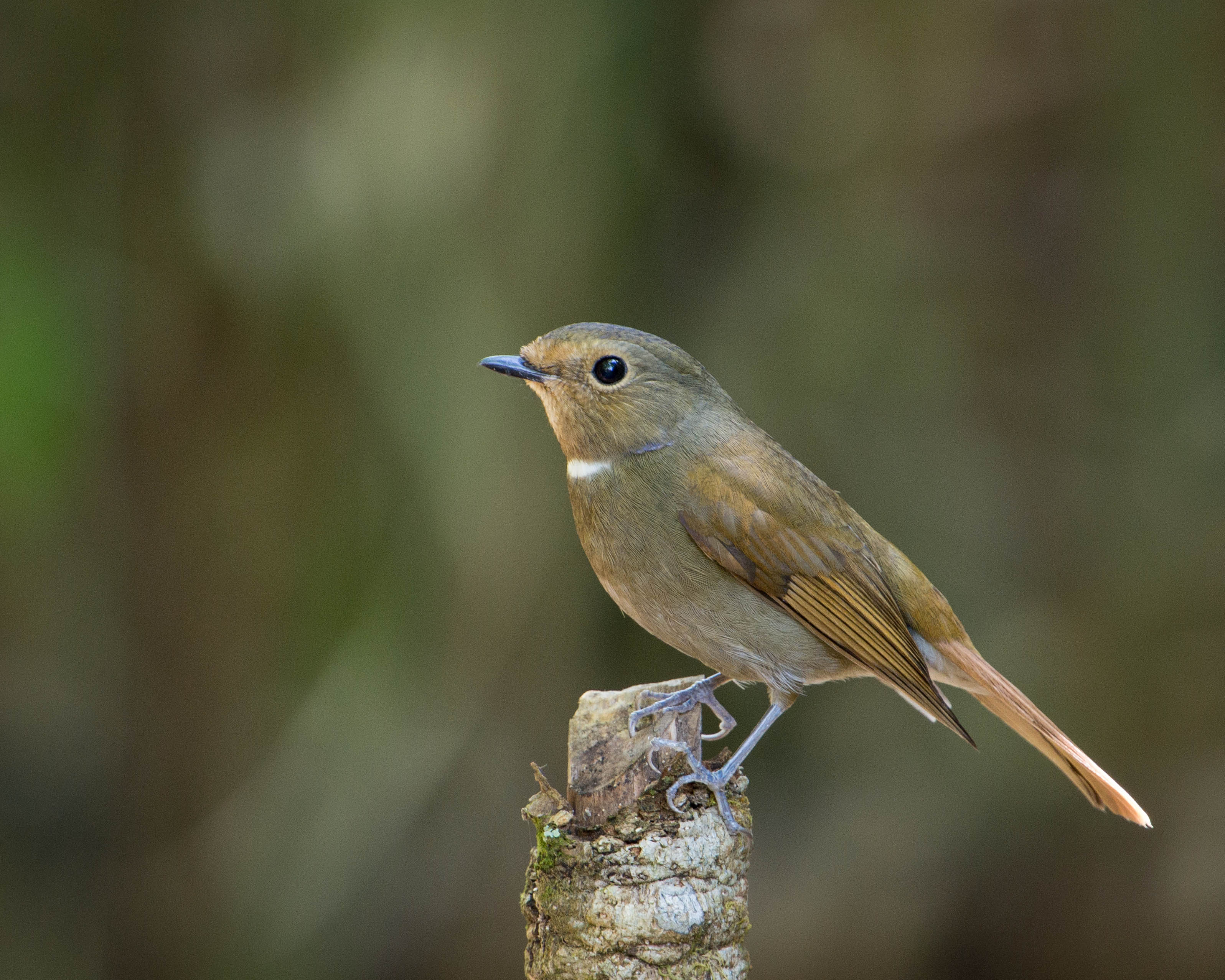
Gobemouche Niltava Sundara, femelle
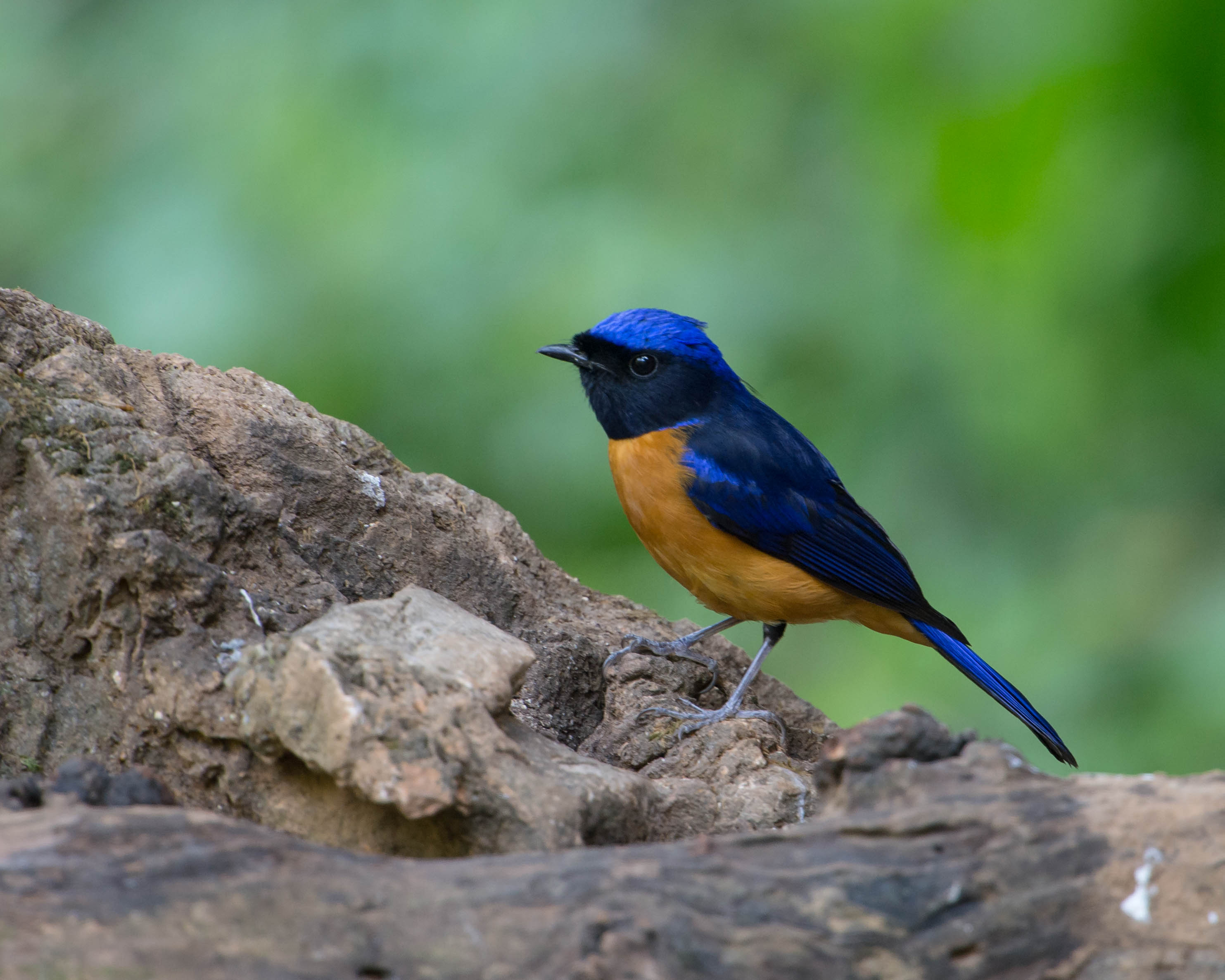
Gobemouche Niltava Sundara, mâle
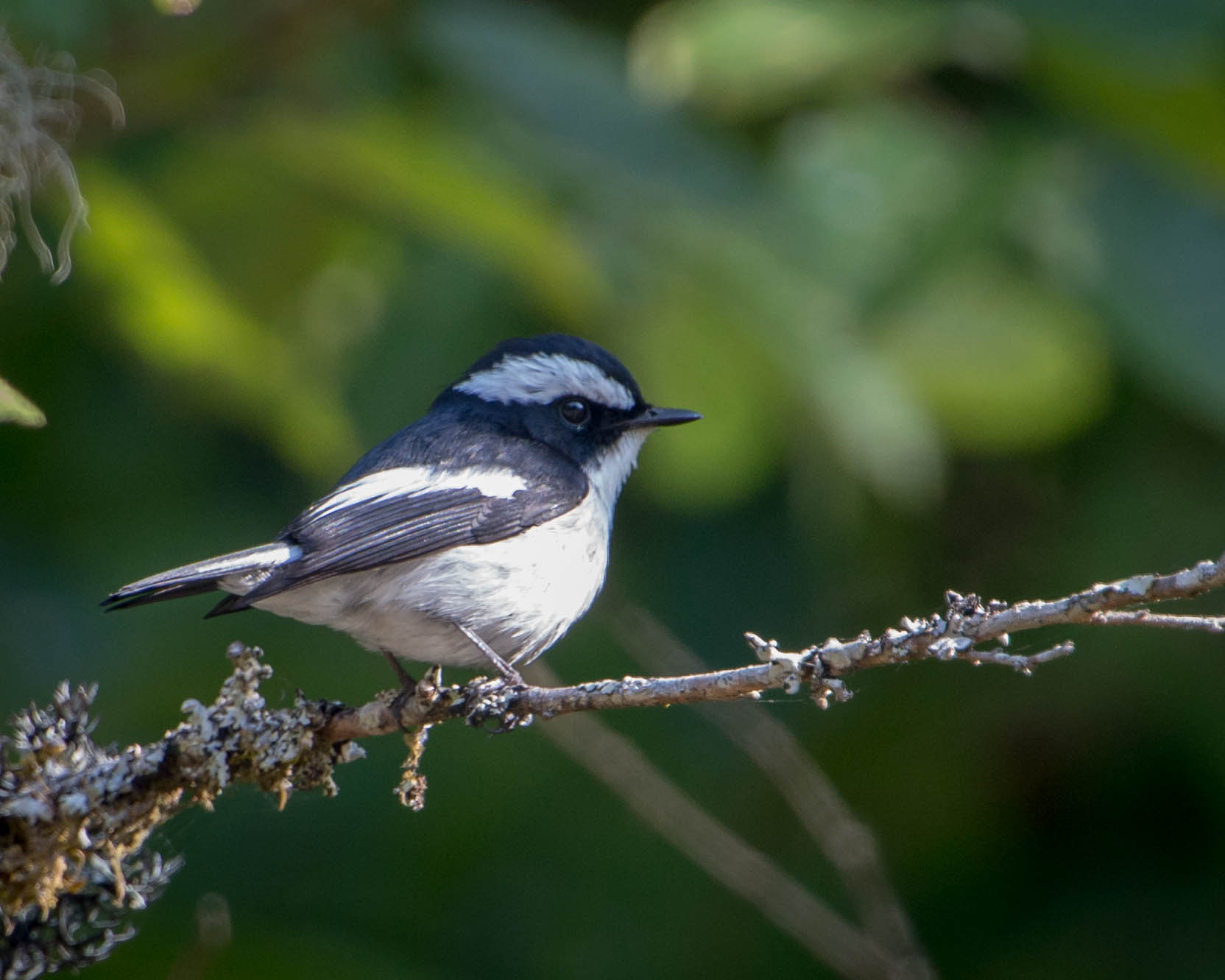
Gobemouche Pie
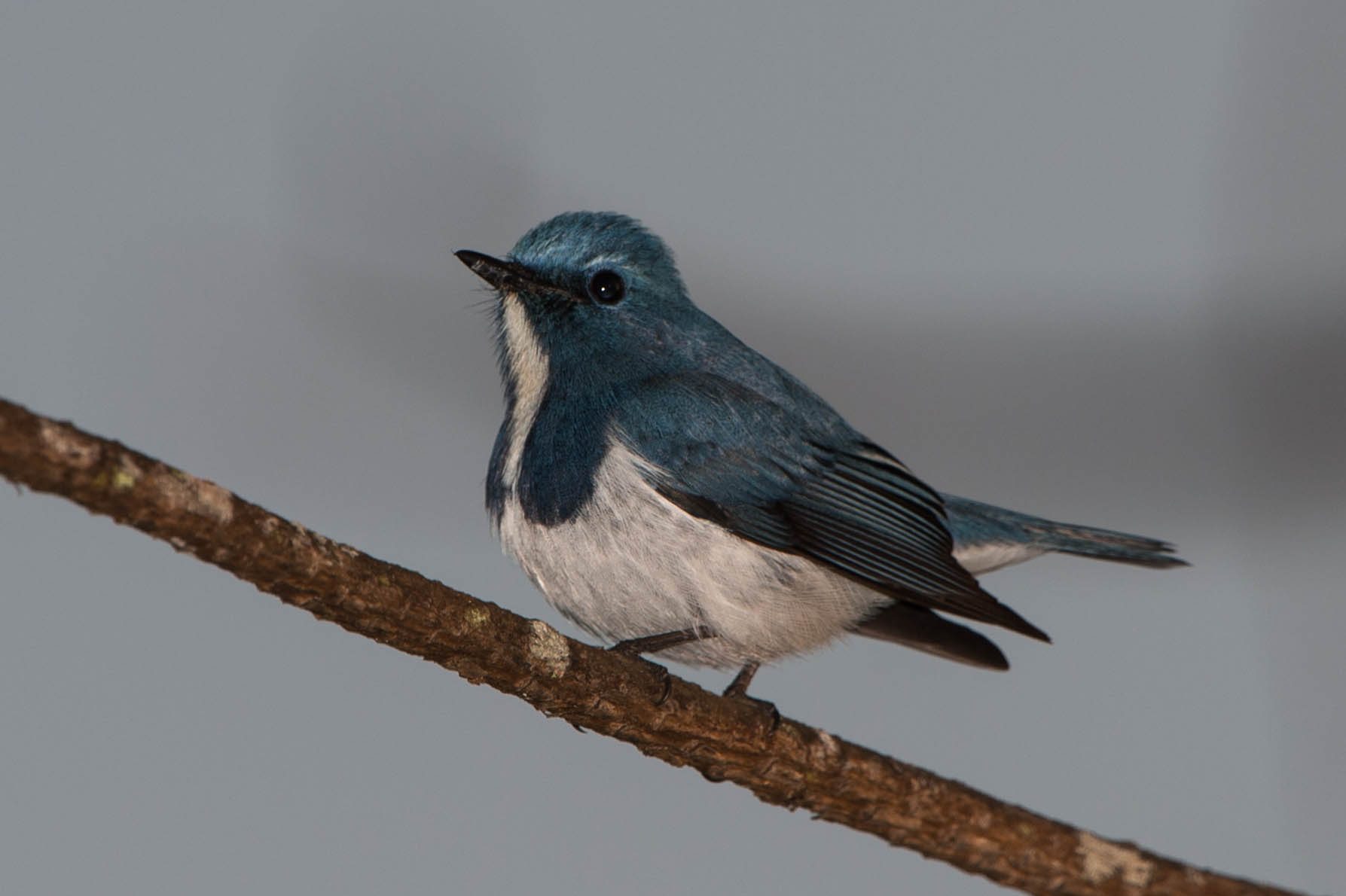
Gobemouche ultramarin ficedula superciliaris
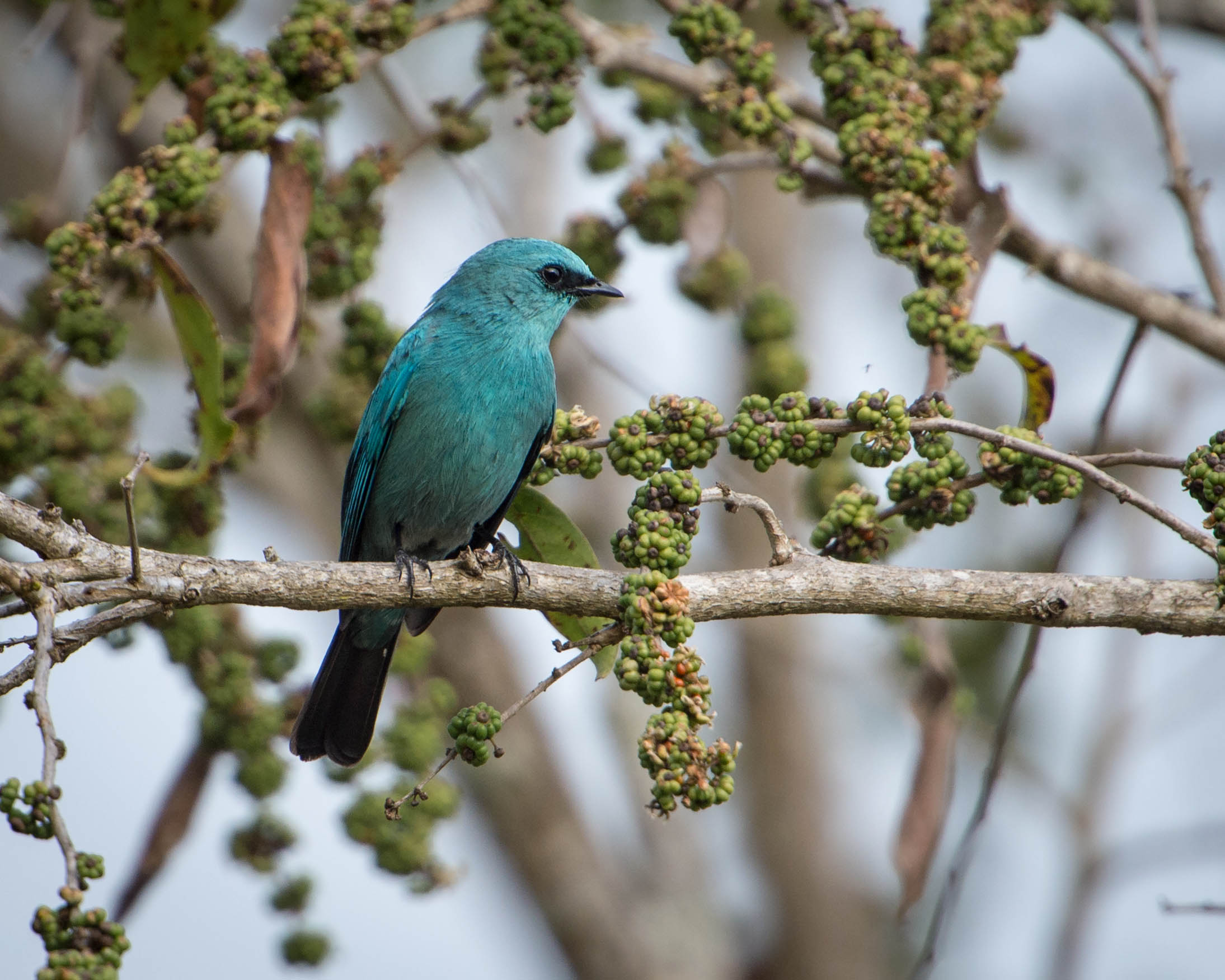
Gobemouche vert-de-gris Eumyias thalassinus

Oiseaux chanteurs Rossignols
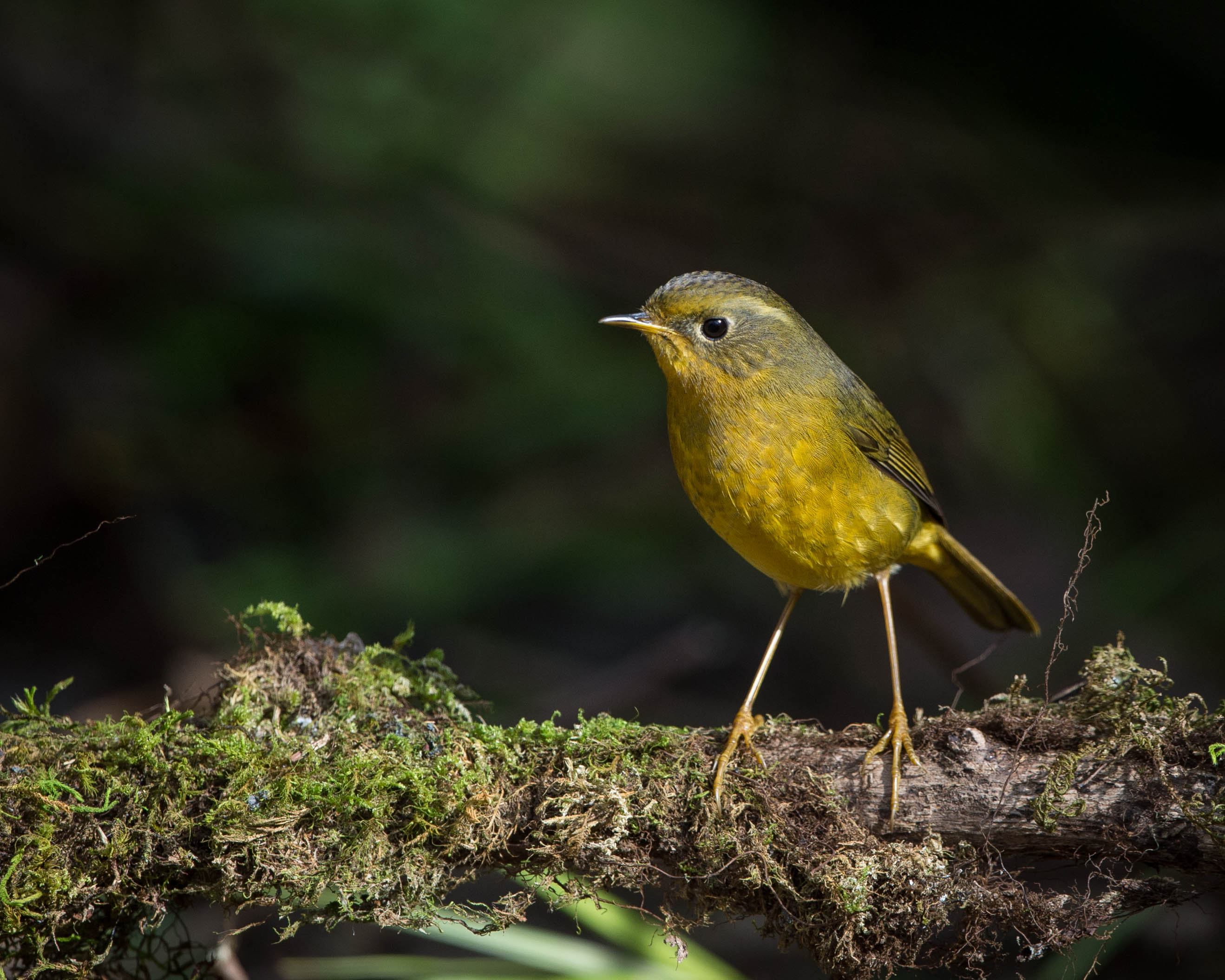
Rossignol doré
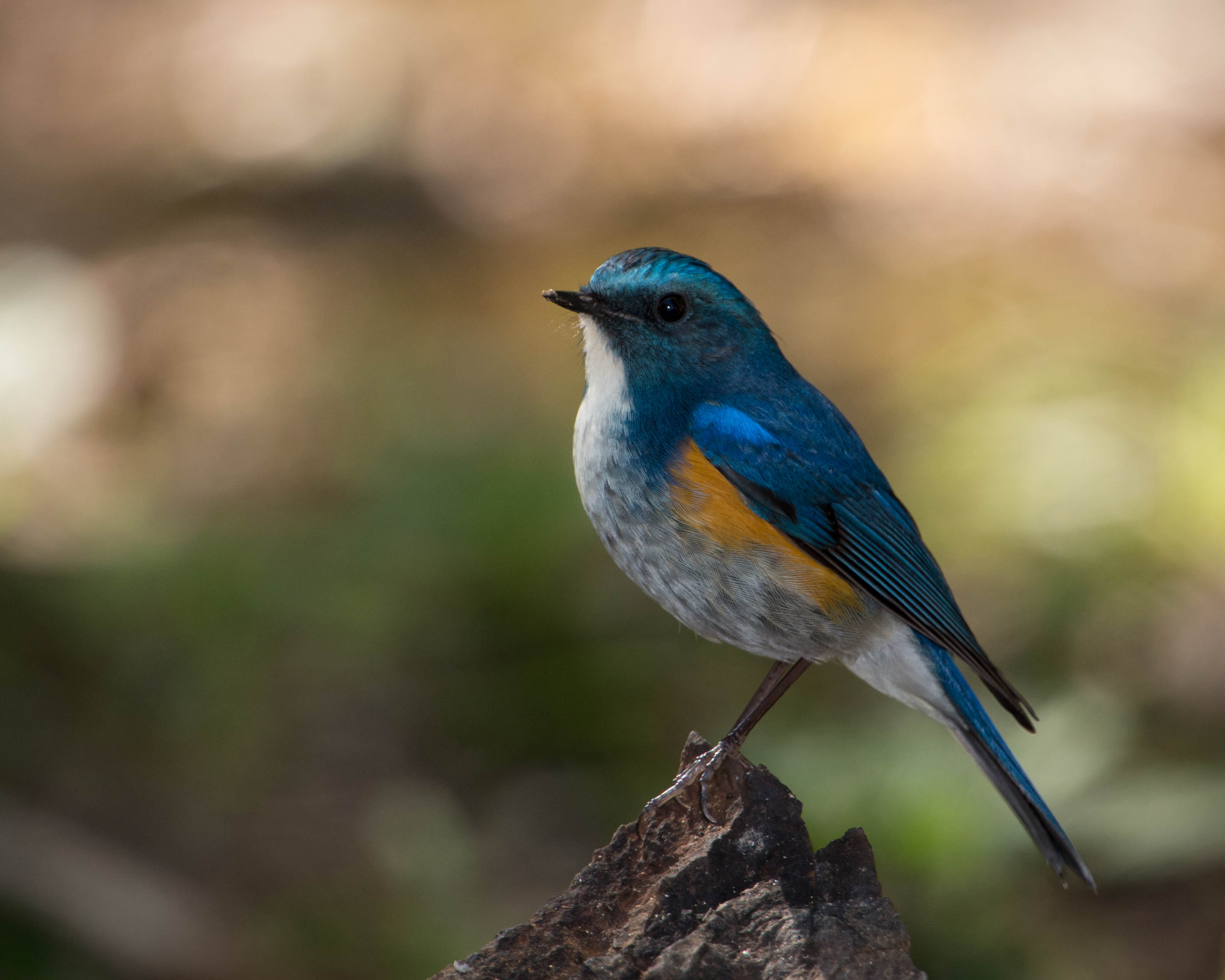
Rossignol de l'Himalaya
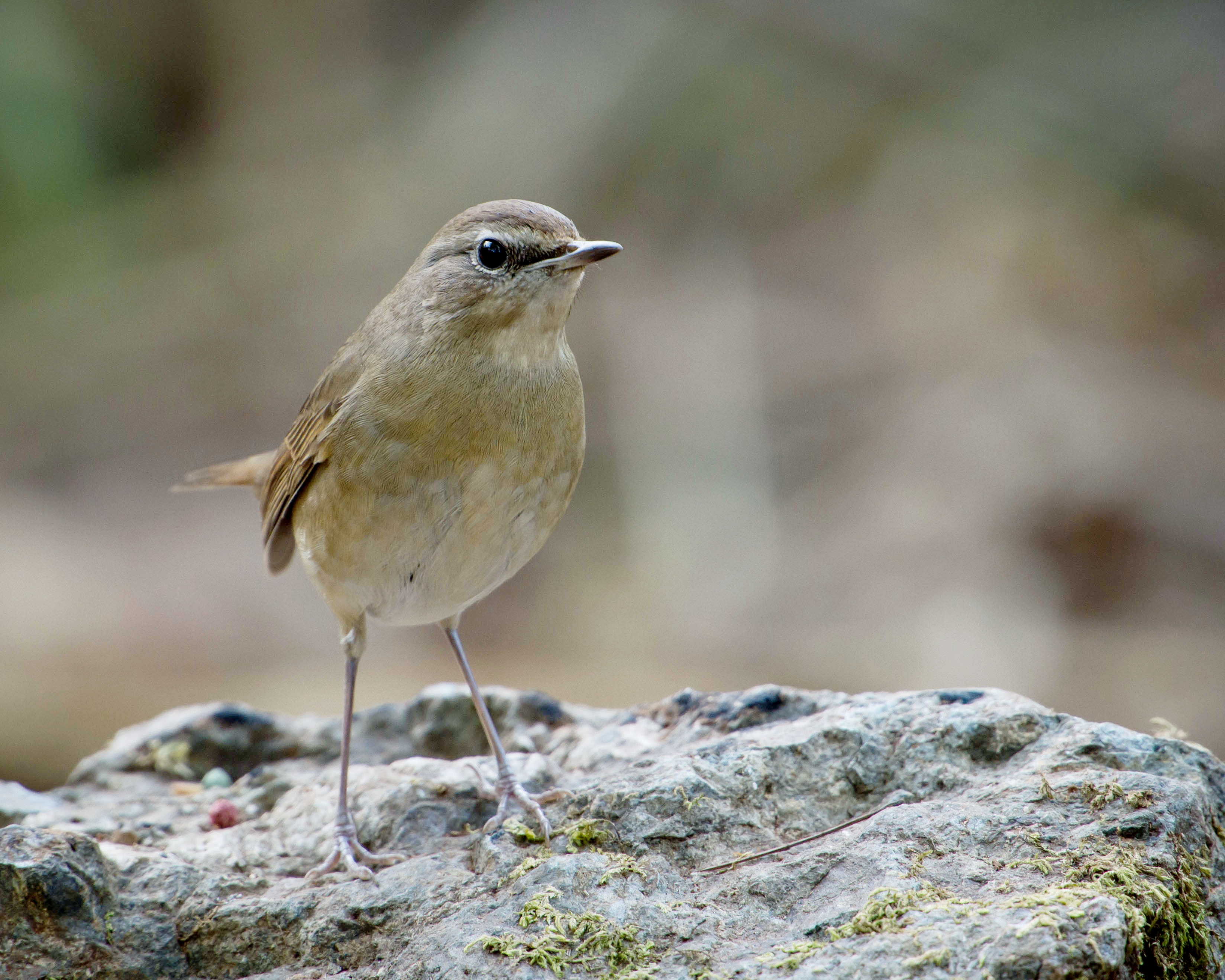
Rossignol calliope, femelle
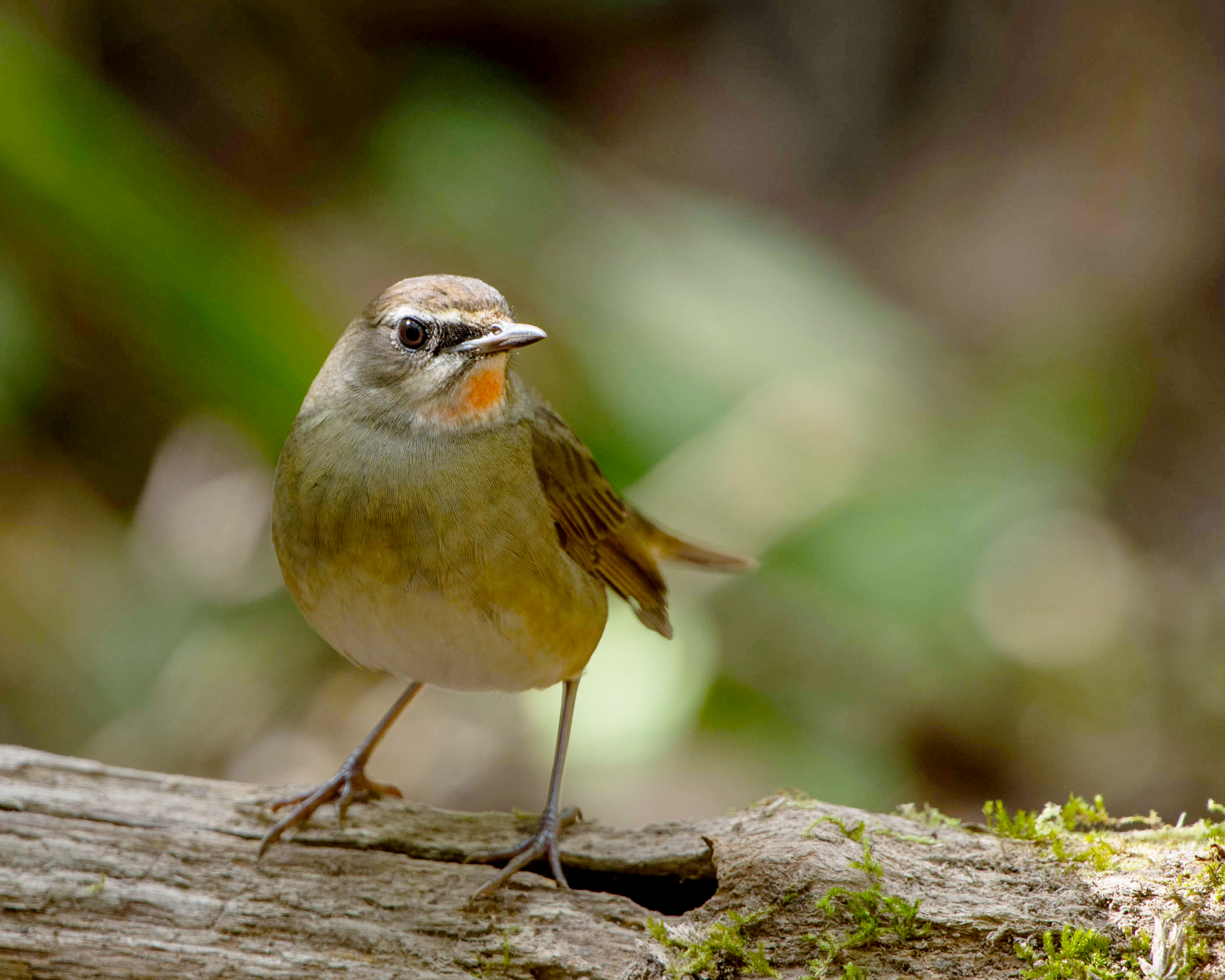
Rossignol calliope, mâle
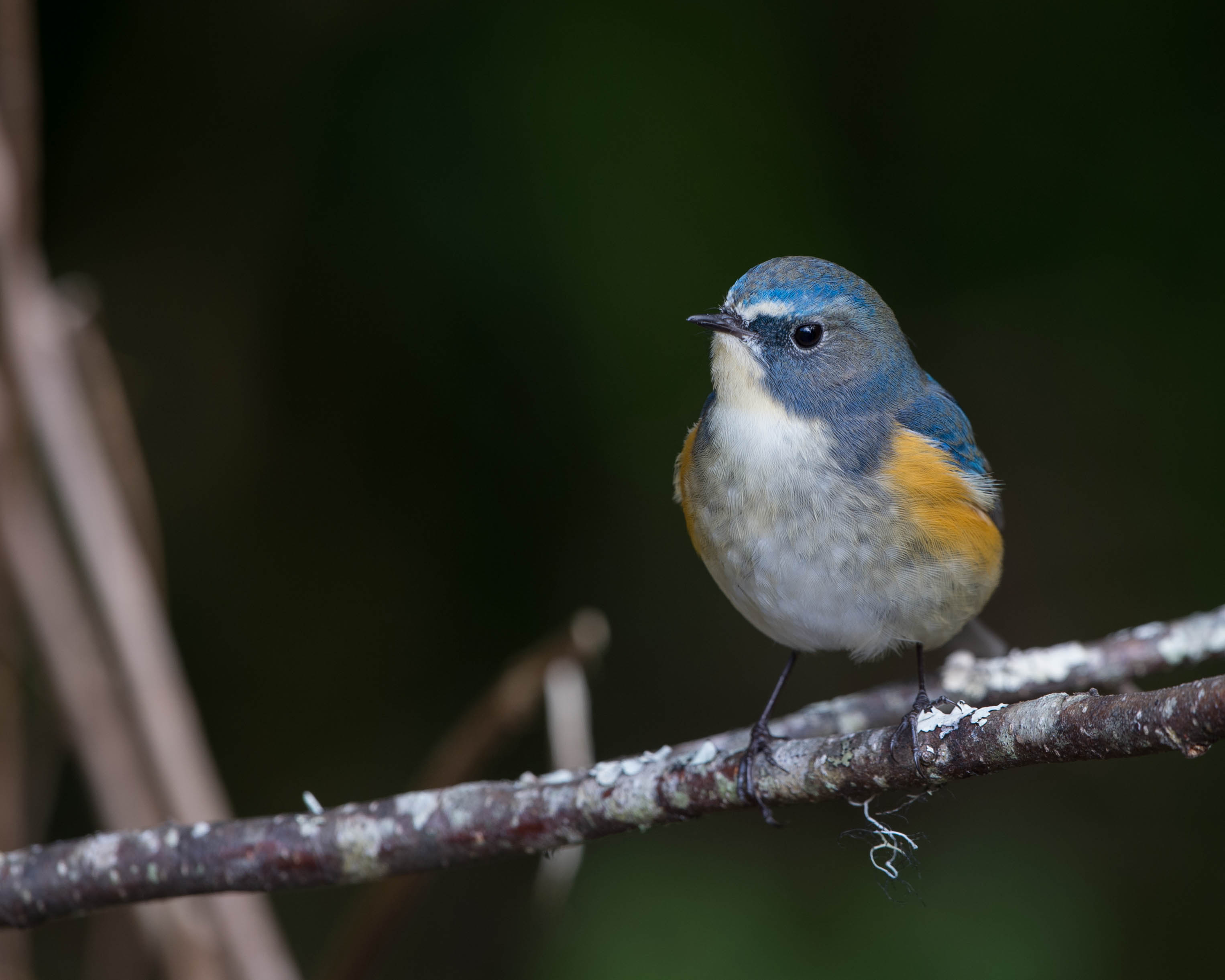
Rossignol à flancs roux

Autres oiseaux chanteurs
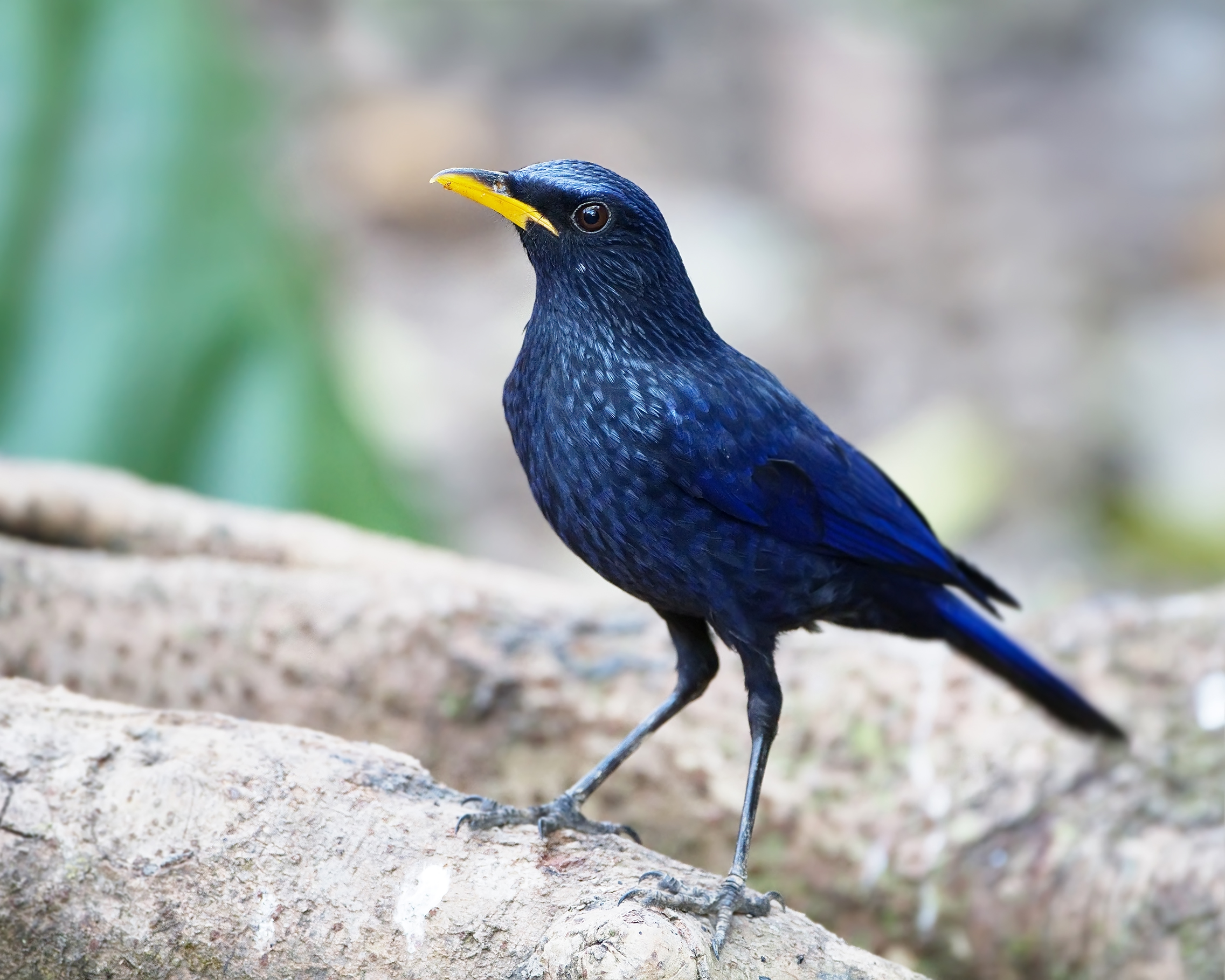
Arrenga siffleur
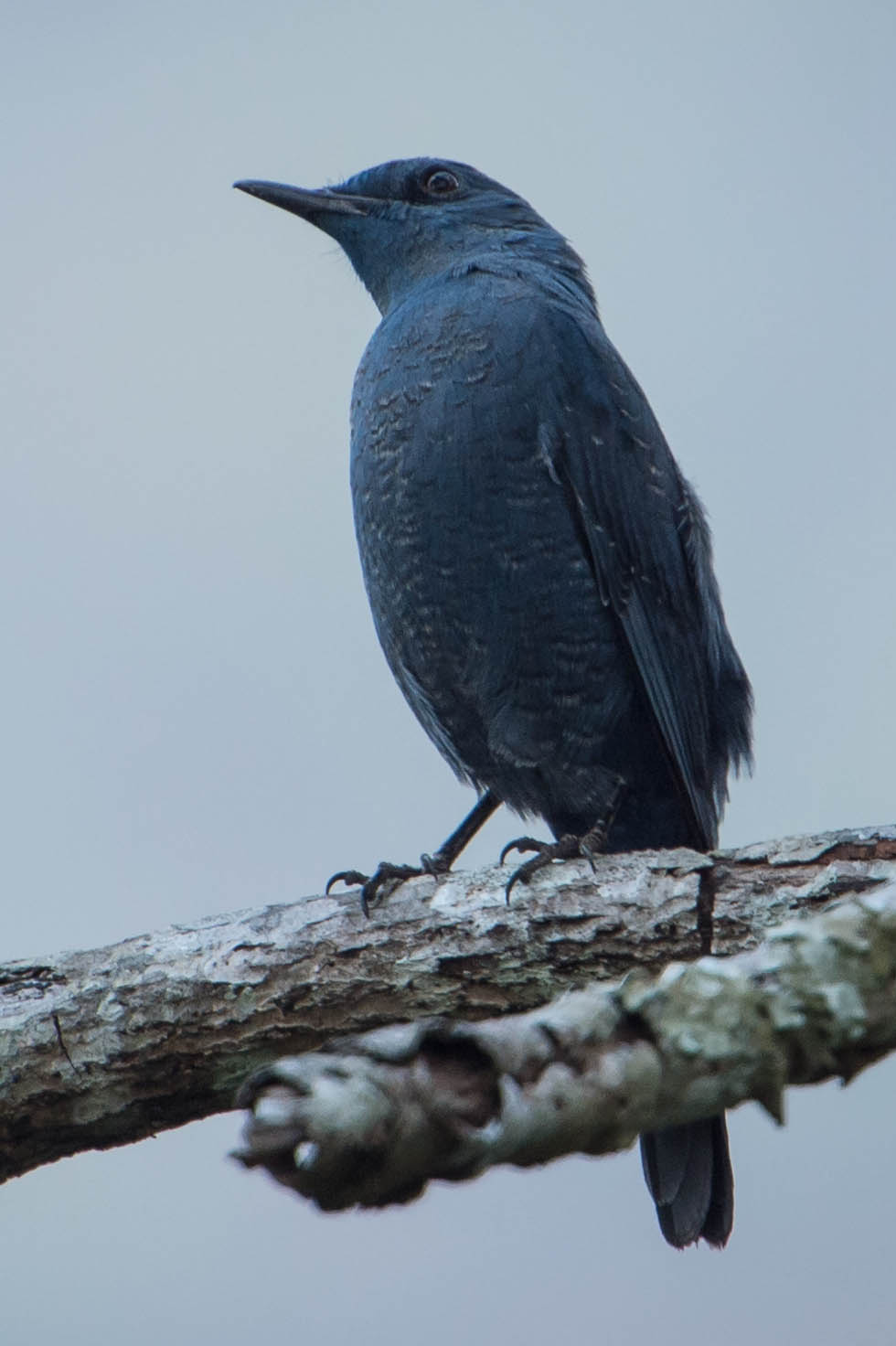
Monticole merle-bleu
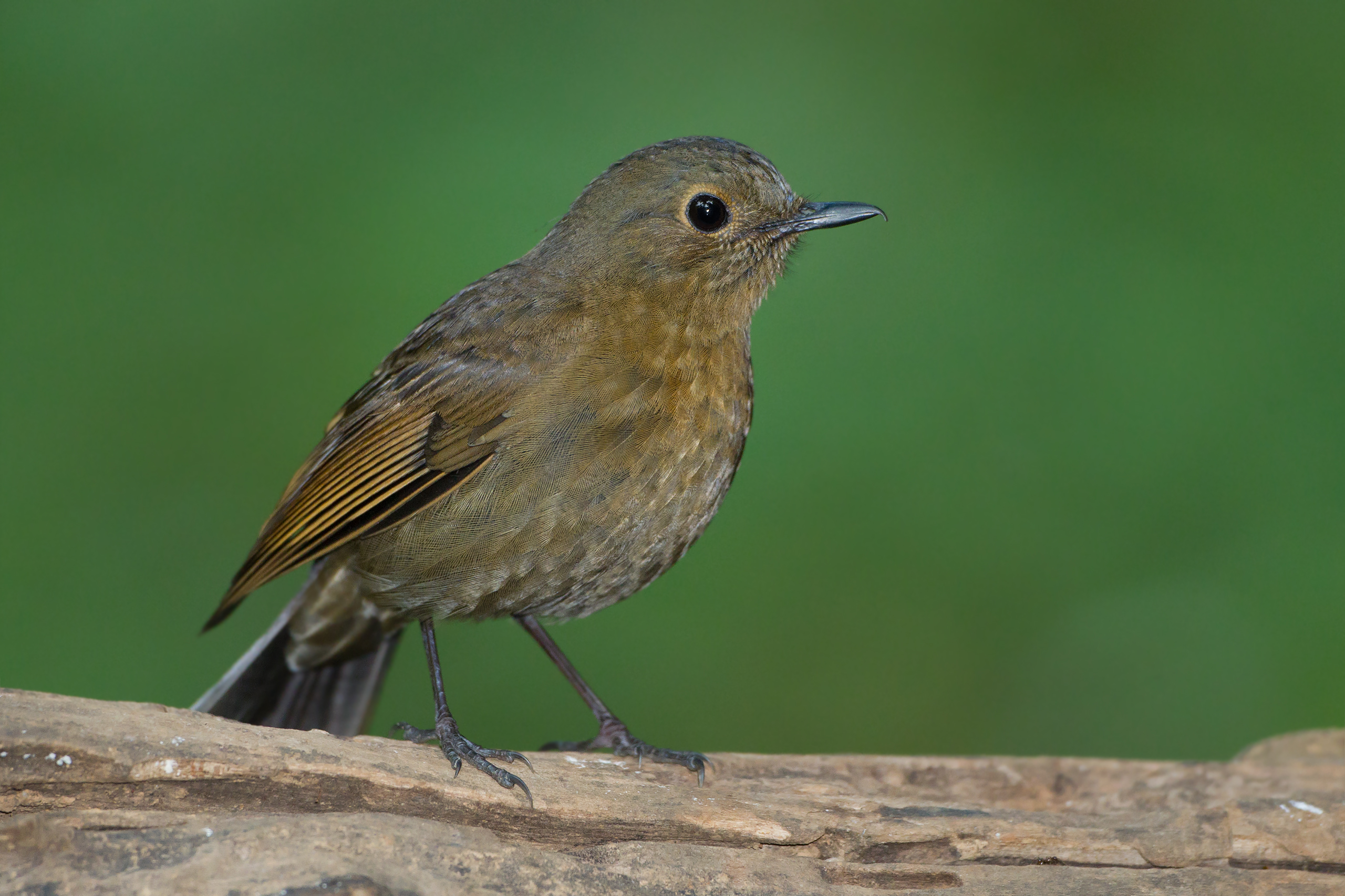
Notodèle à queue blanche, femelle
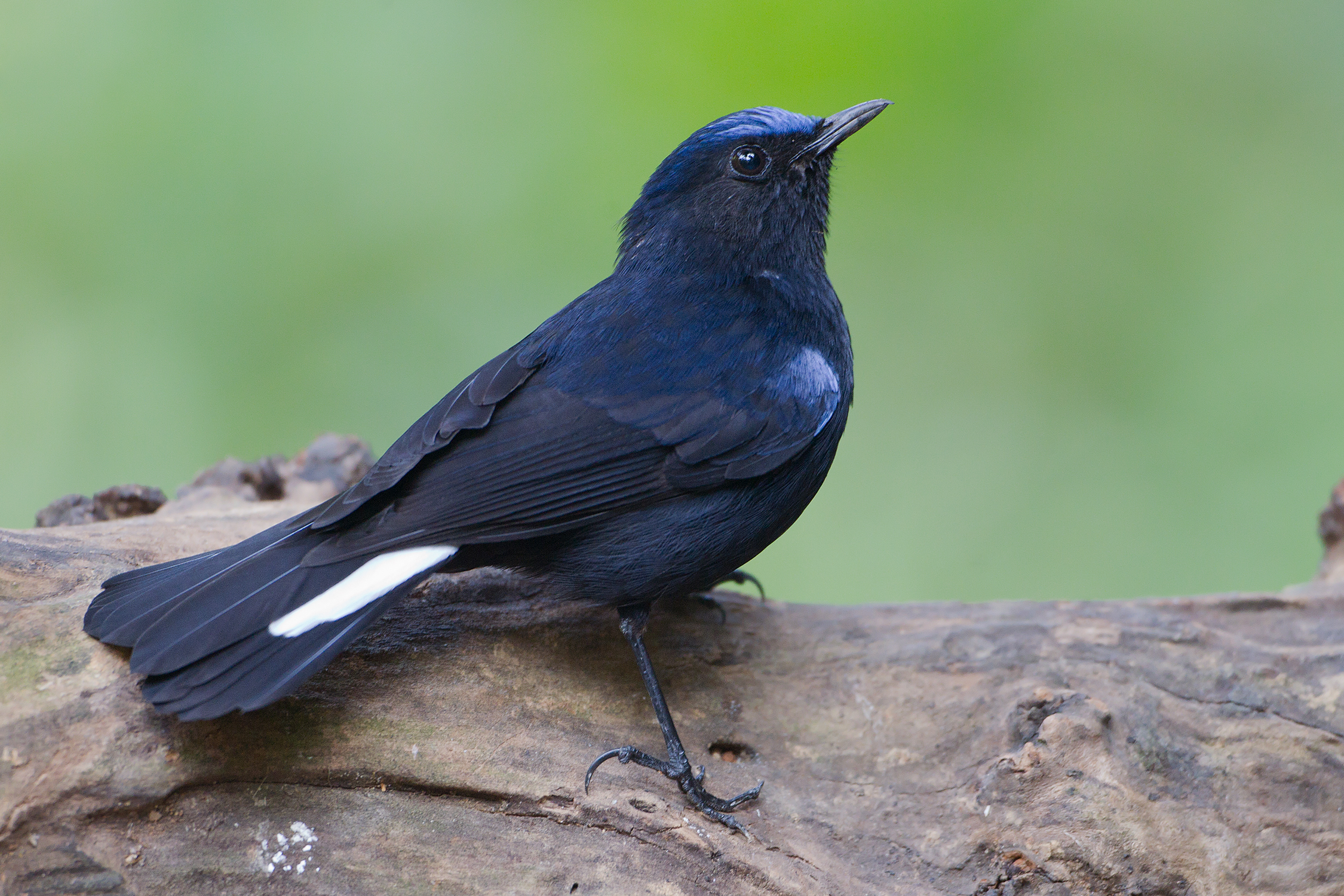
Notodèle à queue blanche, mâle
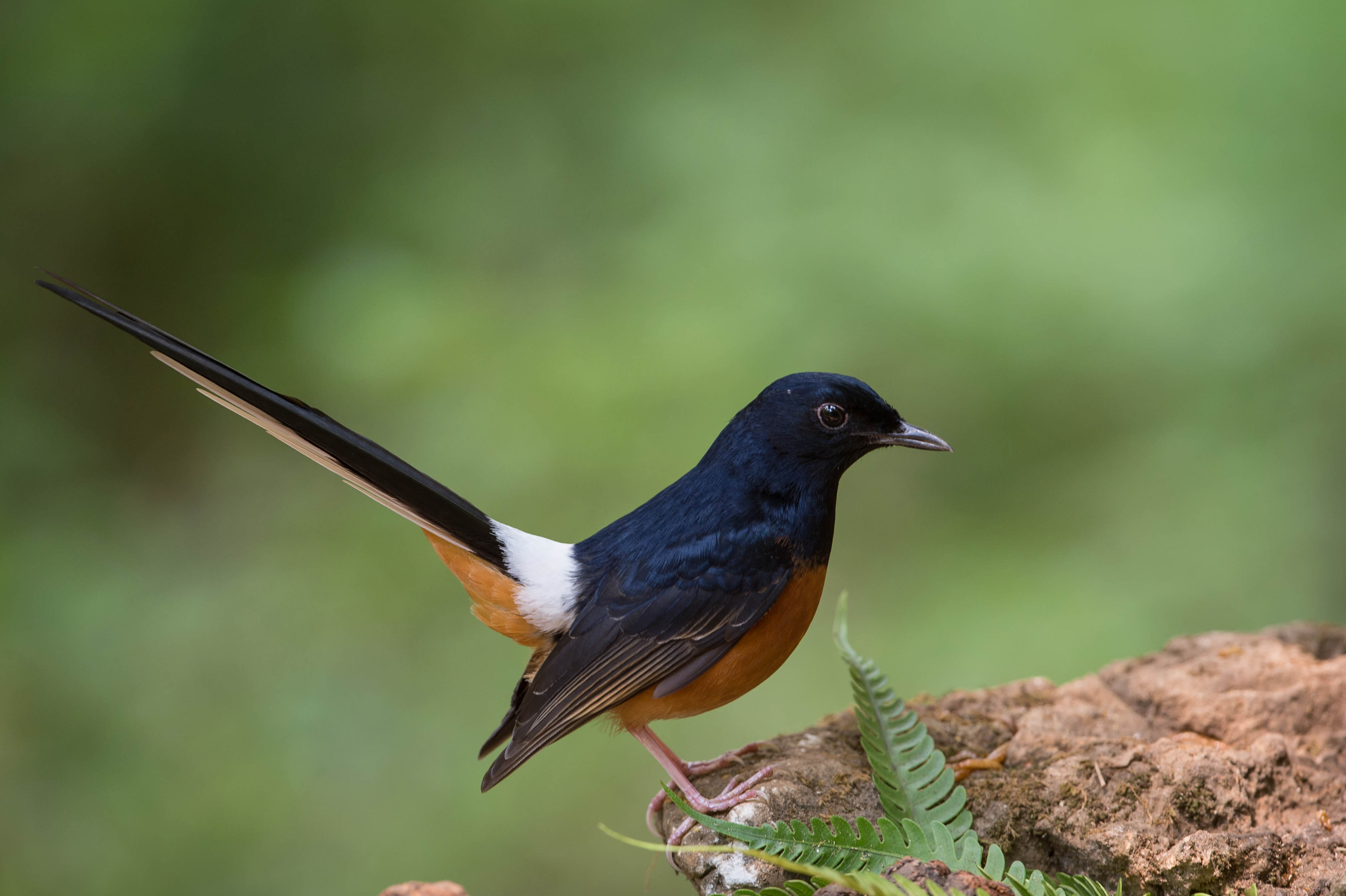
Shama à croupion blanc
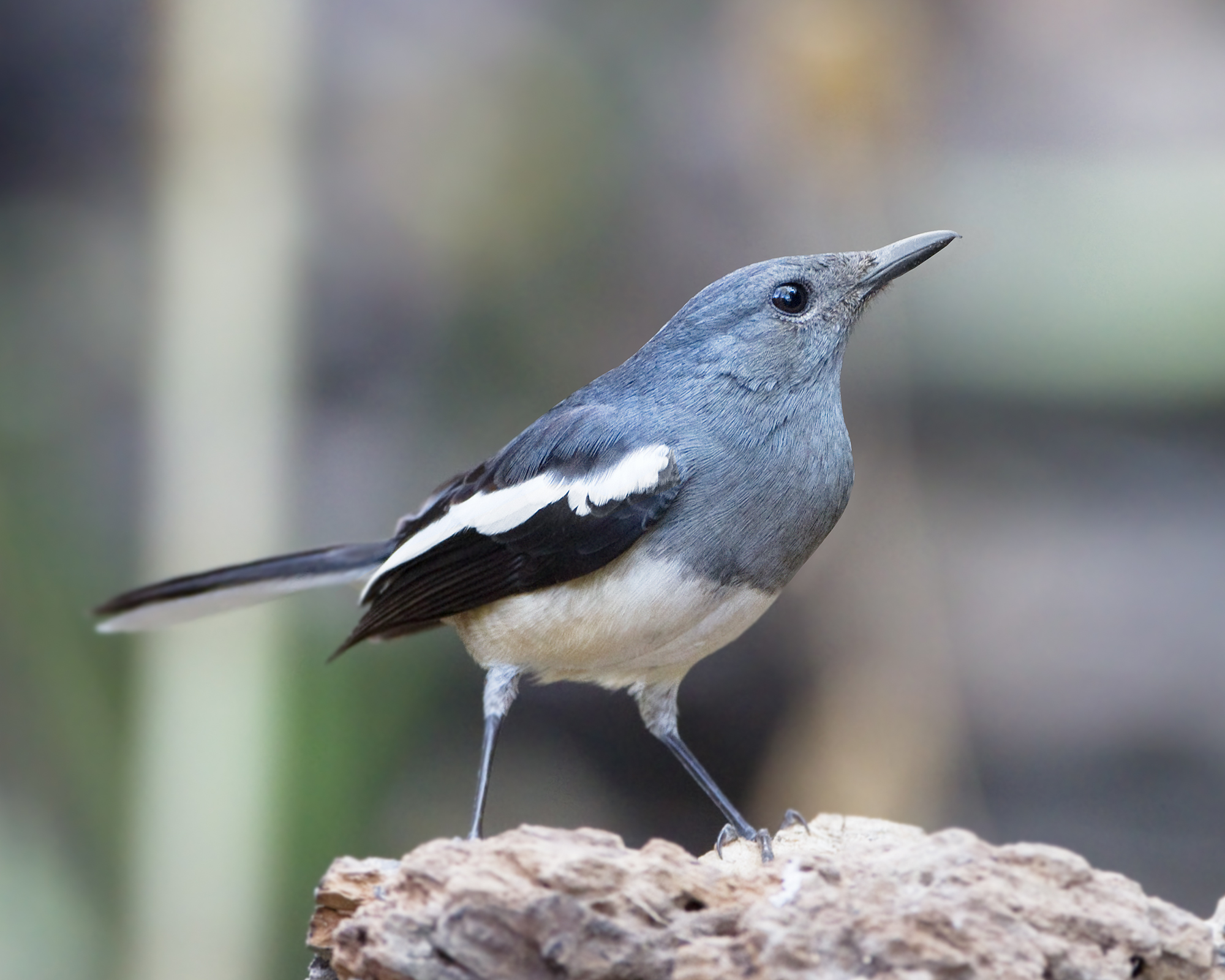
Shama dayal, femelle
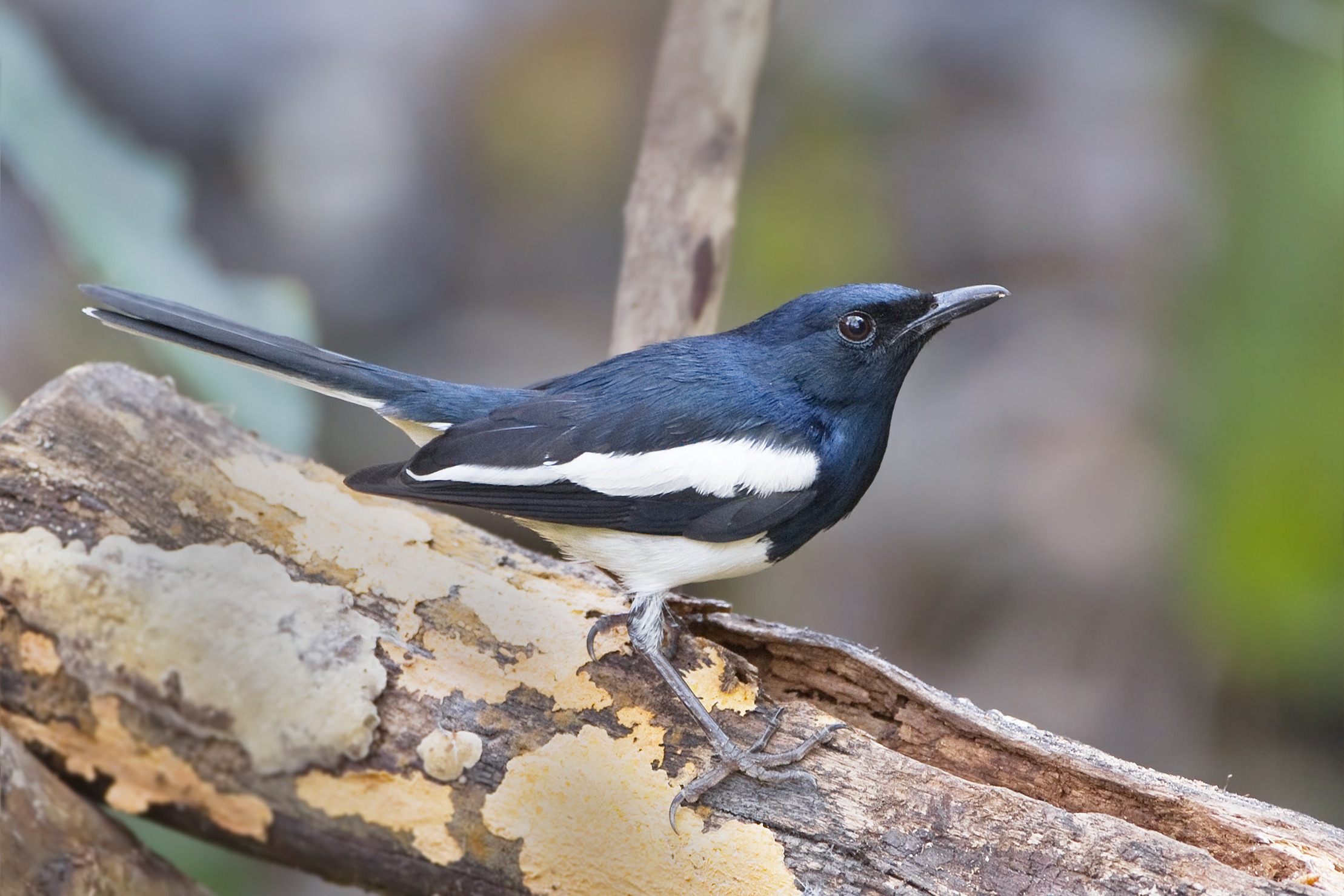
Shama dayal, mâle

Oiseaux passereaux Leiothrichidae
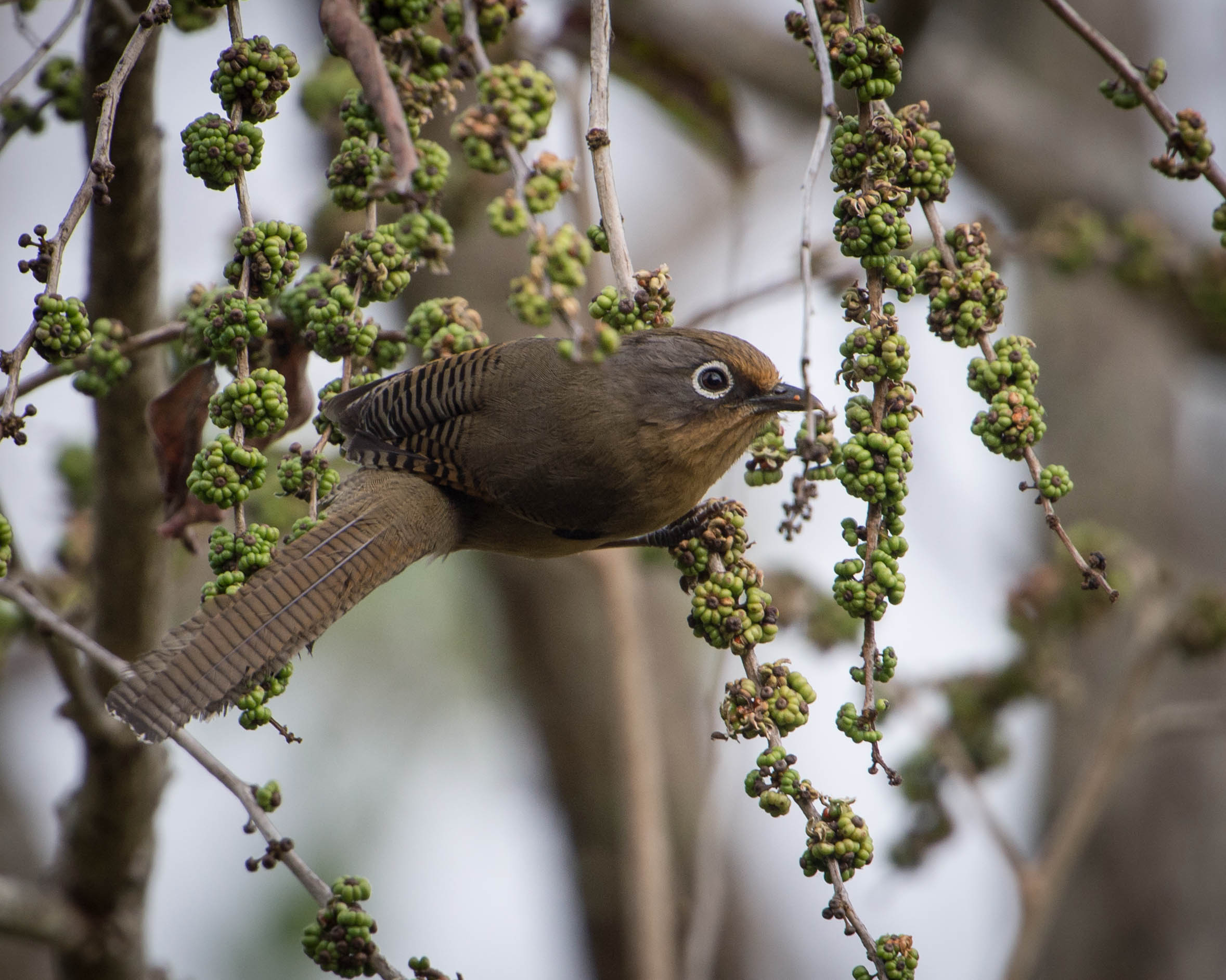
Actinodure de Ramsay
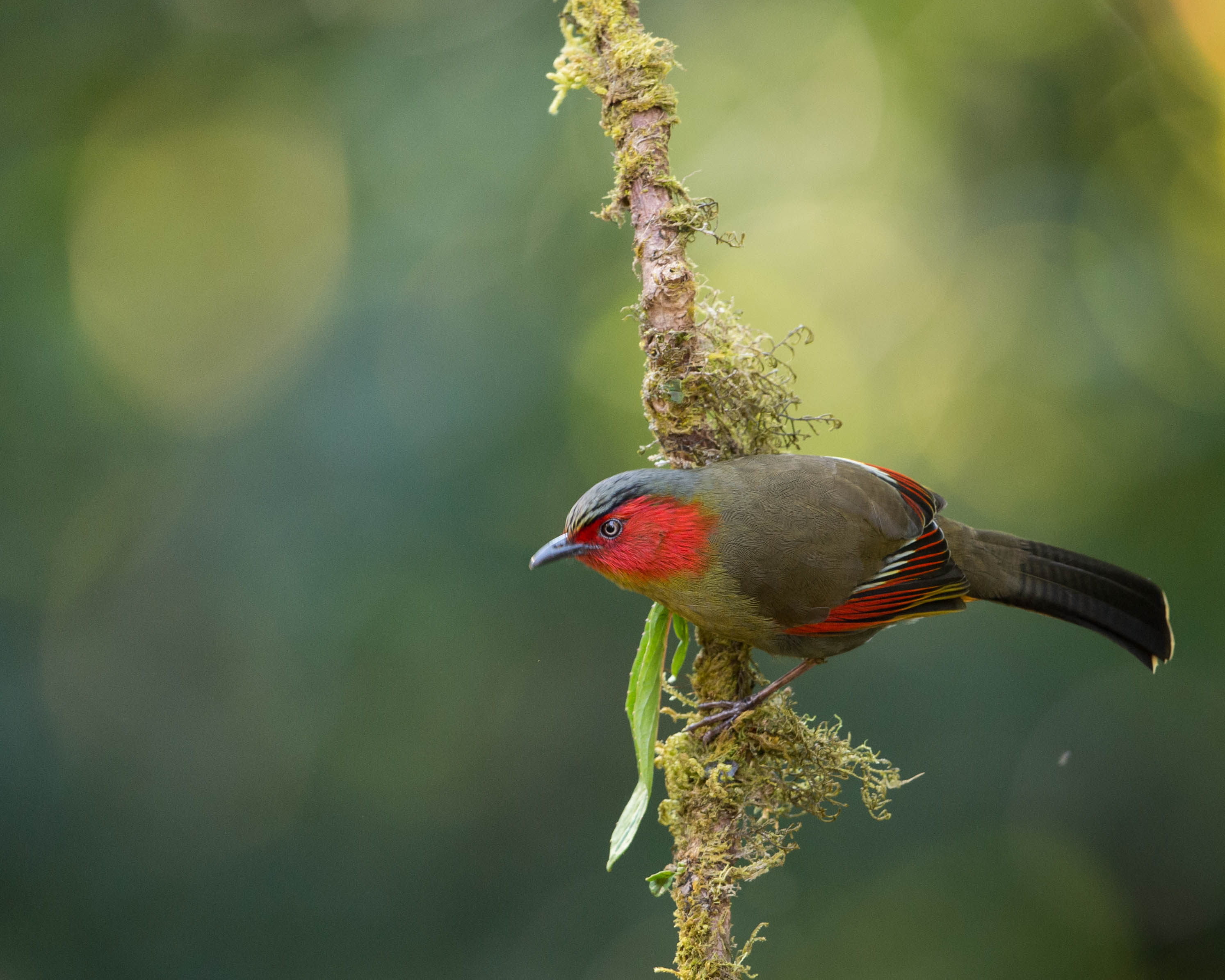
Garrulaxe à ailes rouges
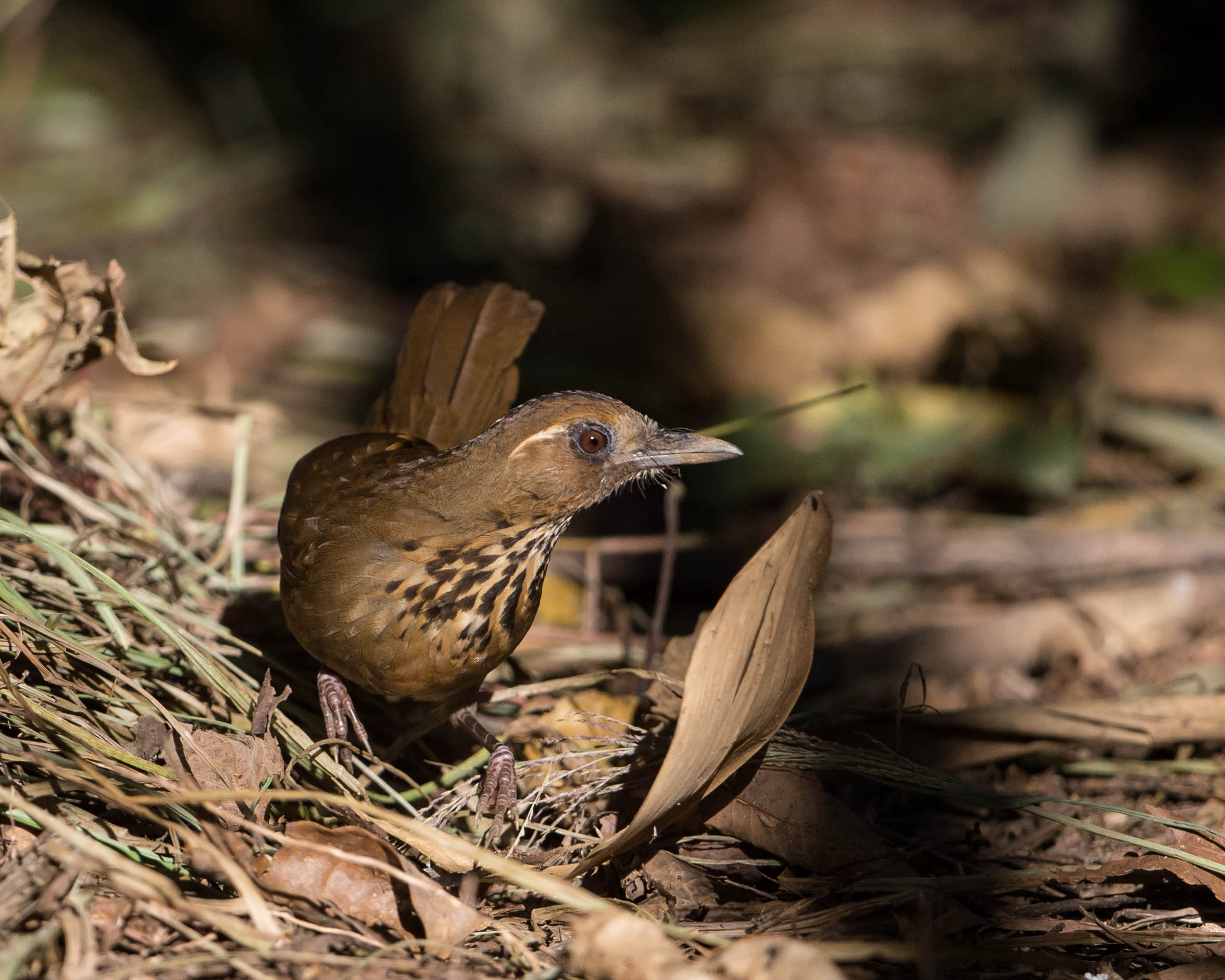
Garrulaxe à poitrine tachetée Garrulax merulinus
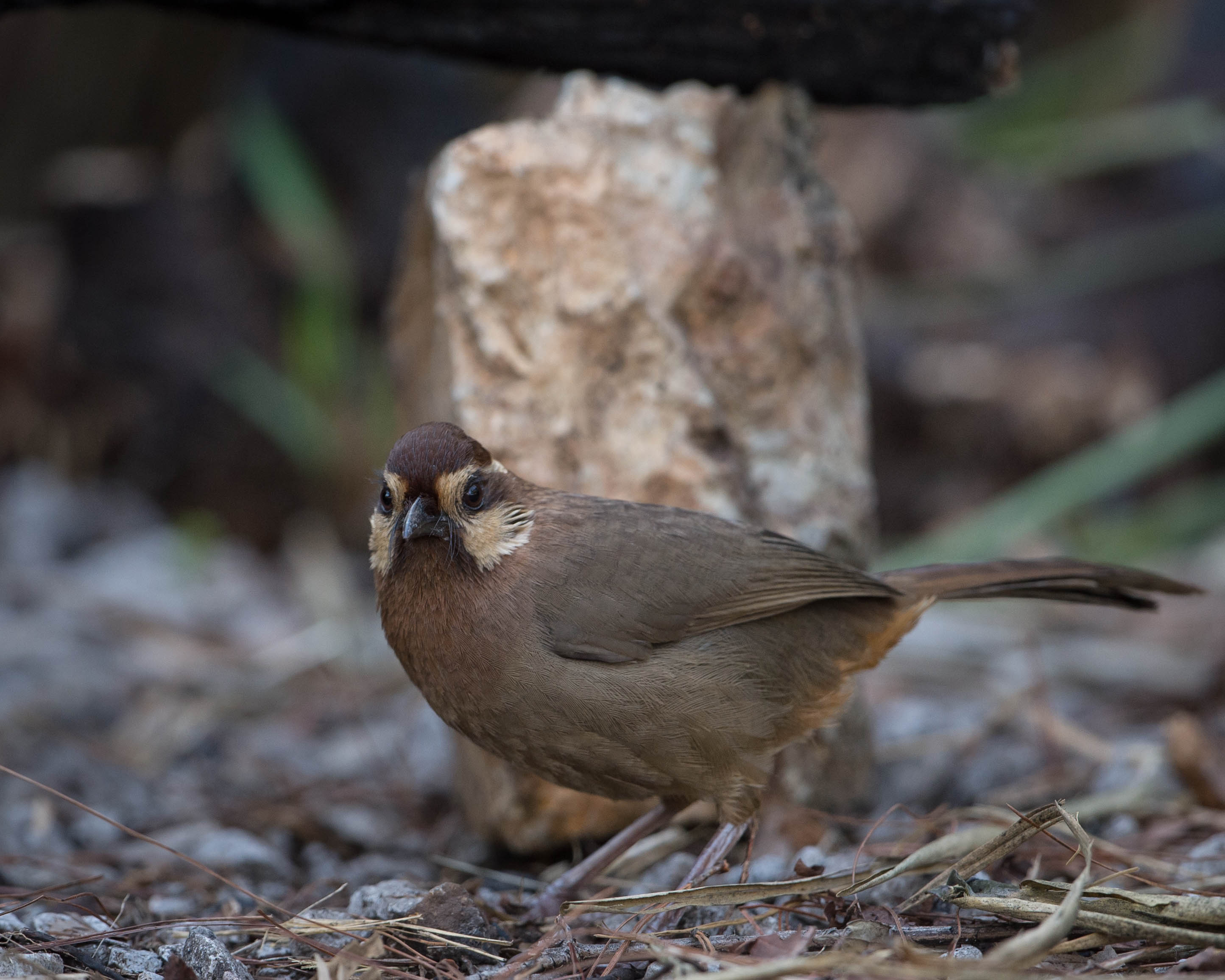
Garrulaxe à sourcils blancs

Oiseaux passereaux Nectariniidae
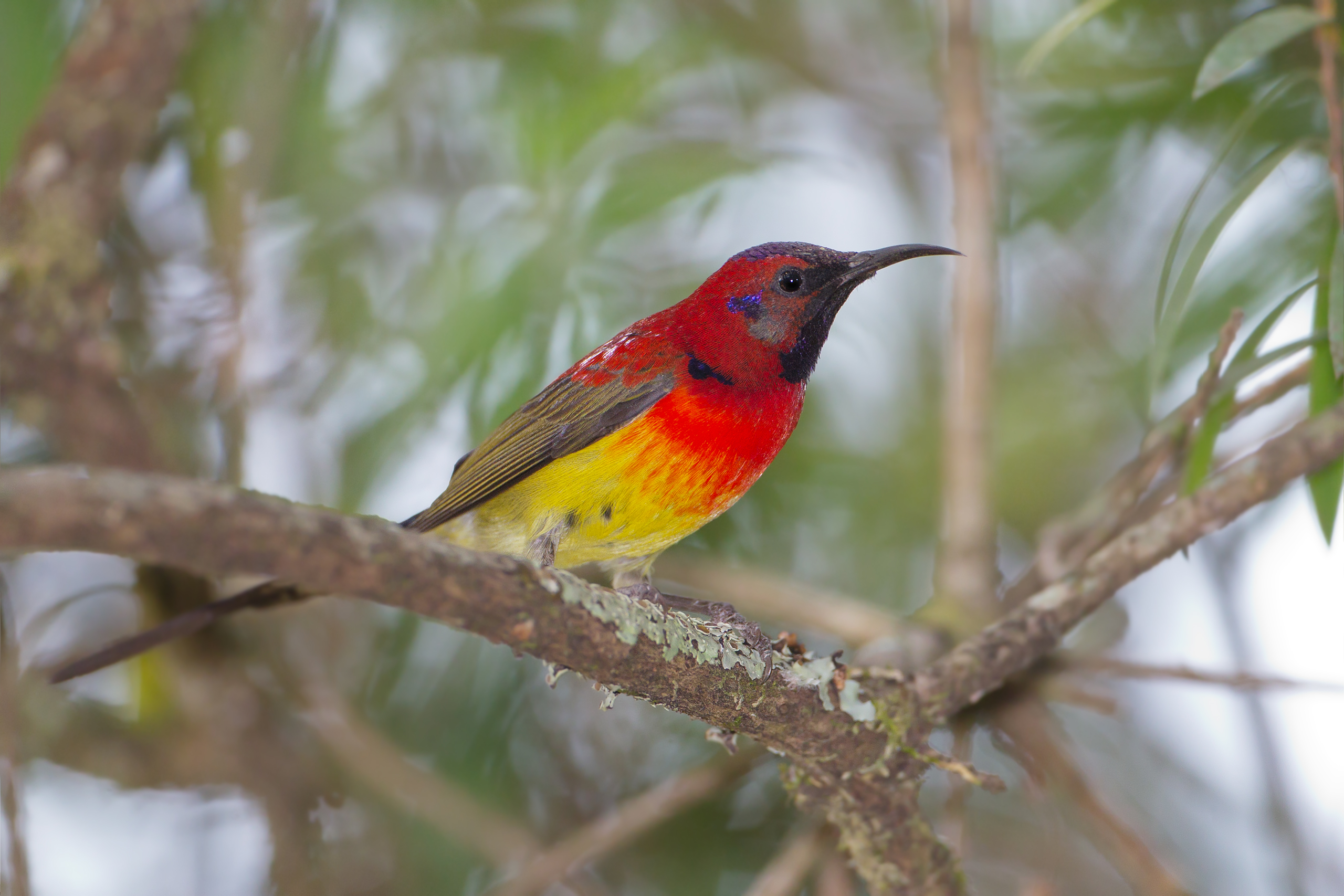
Souimanga de Gould
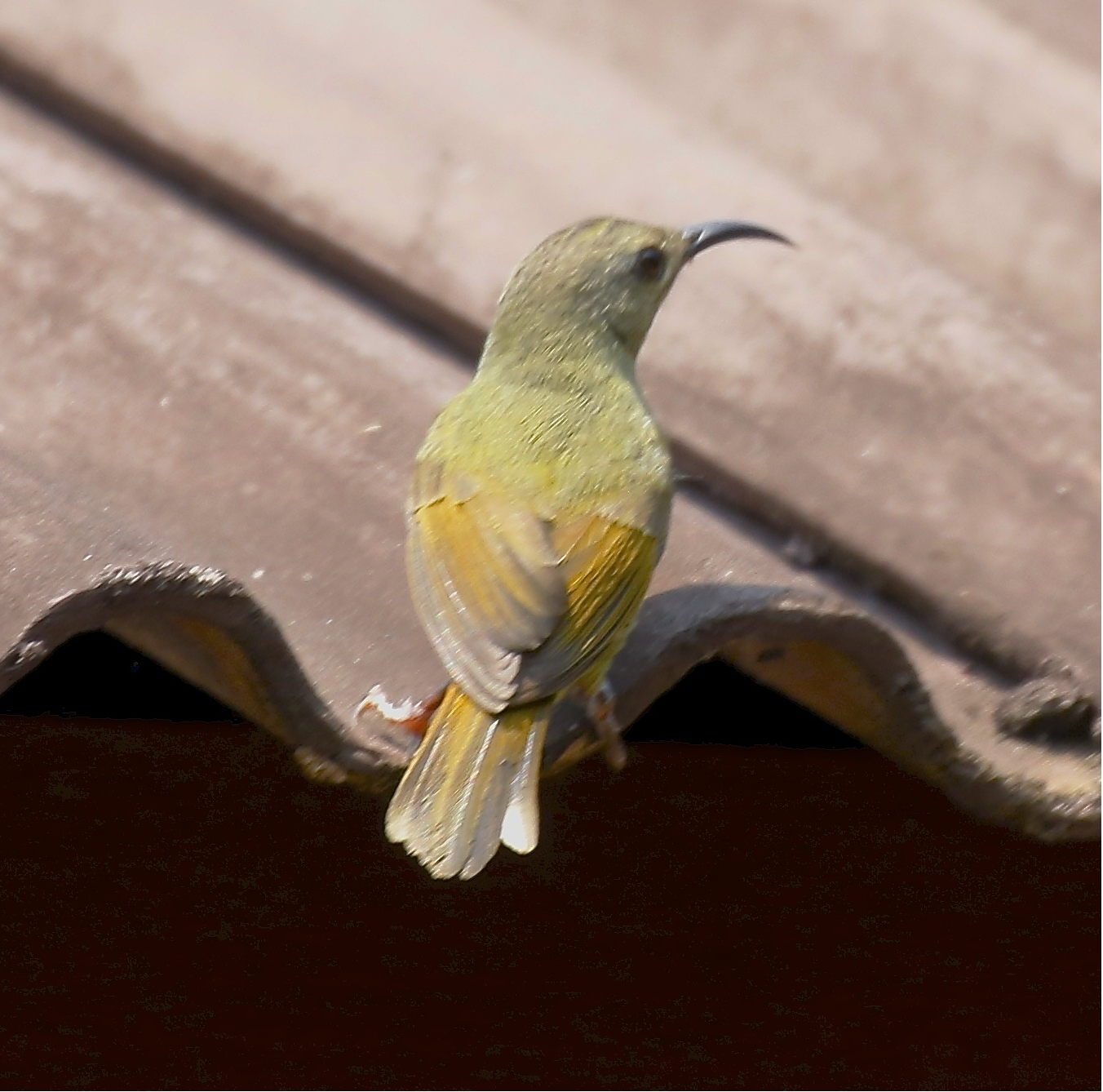
Souimanga de Temminck, femelle
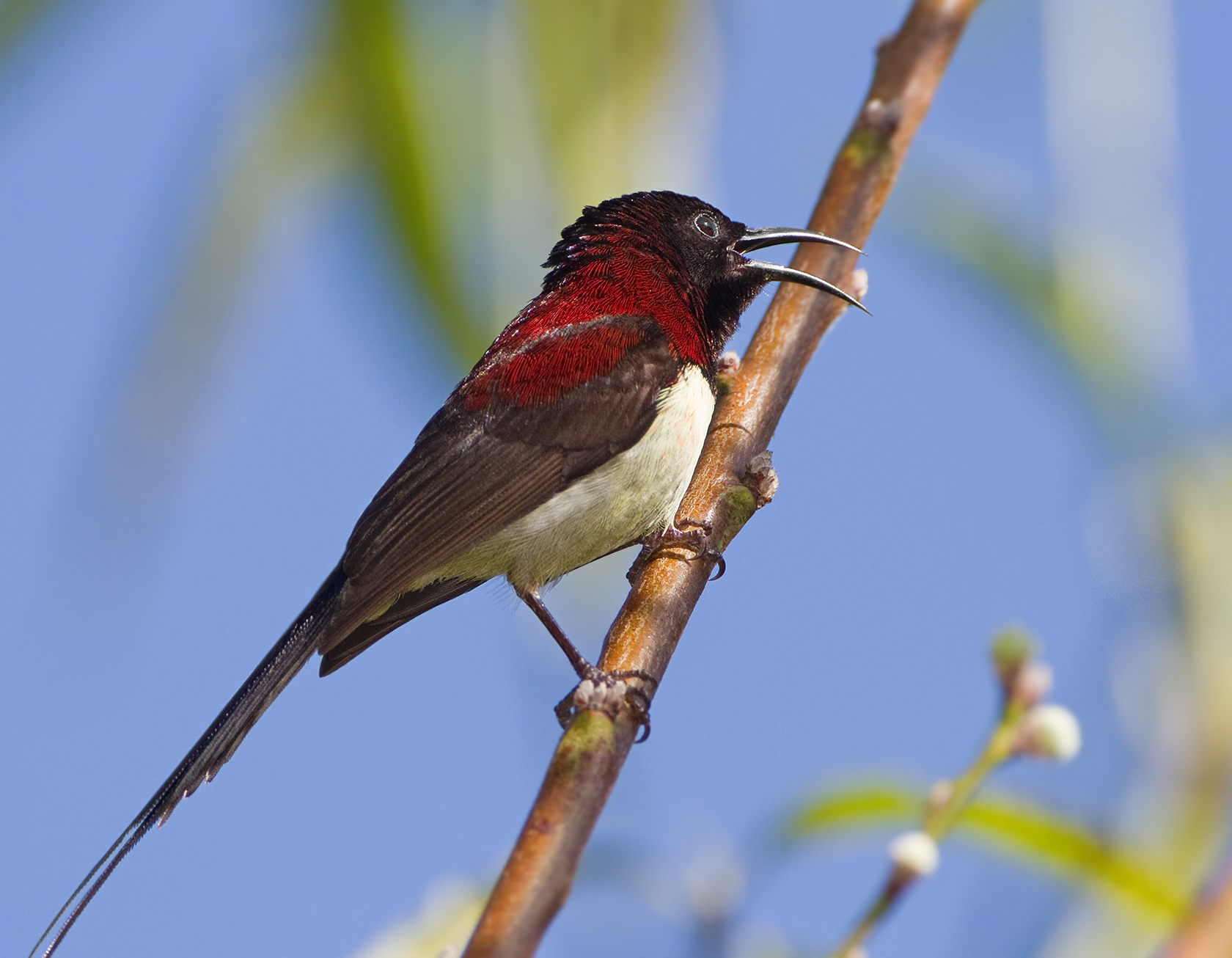
Souimanga sombre

Oiseaux passereaux Pycnonotidae
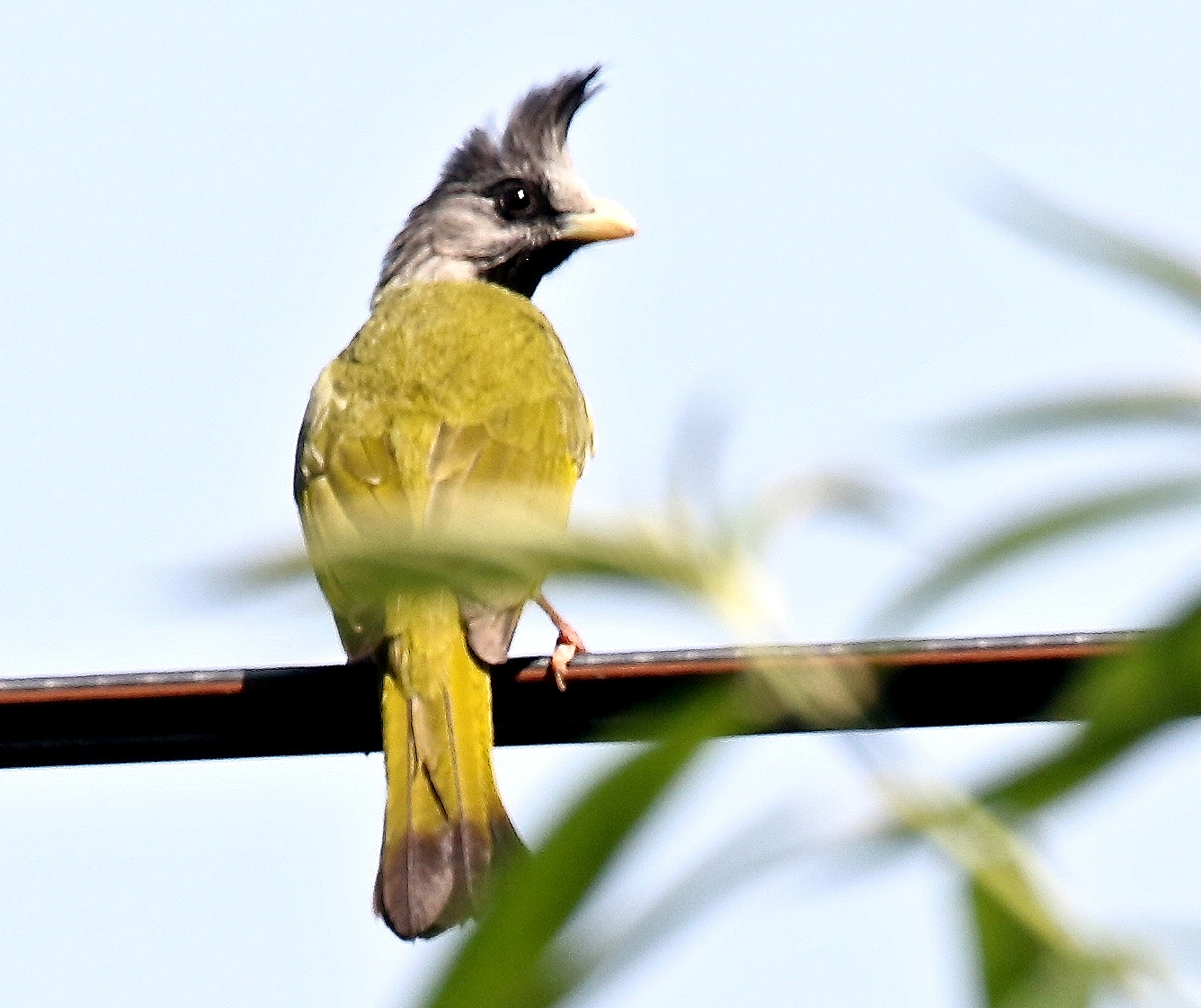
Bulbul à gros bec
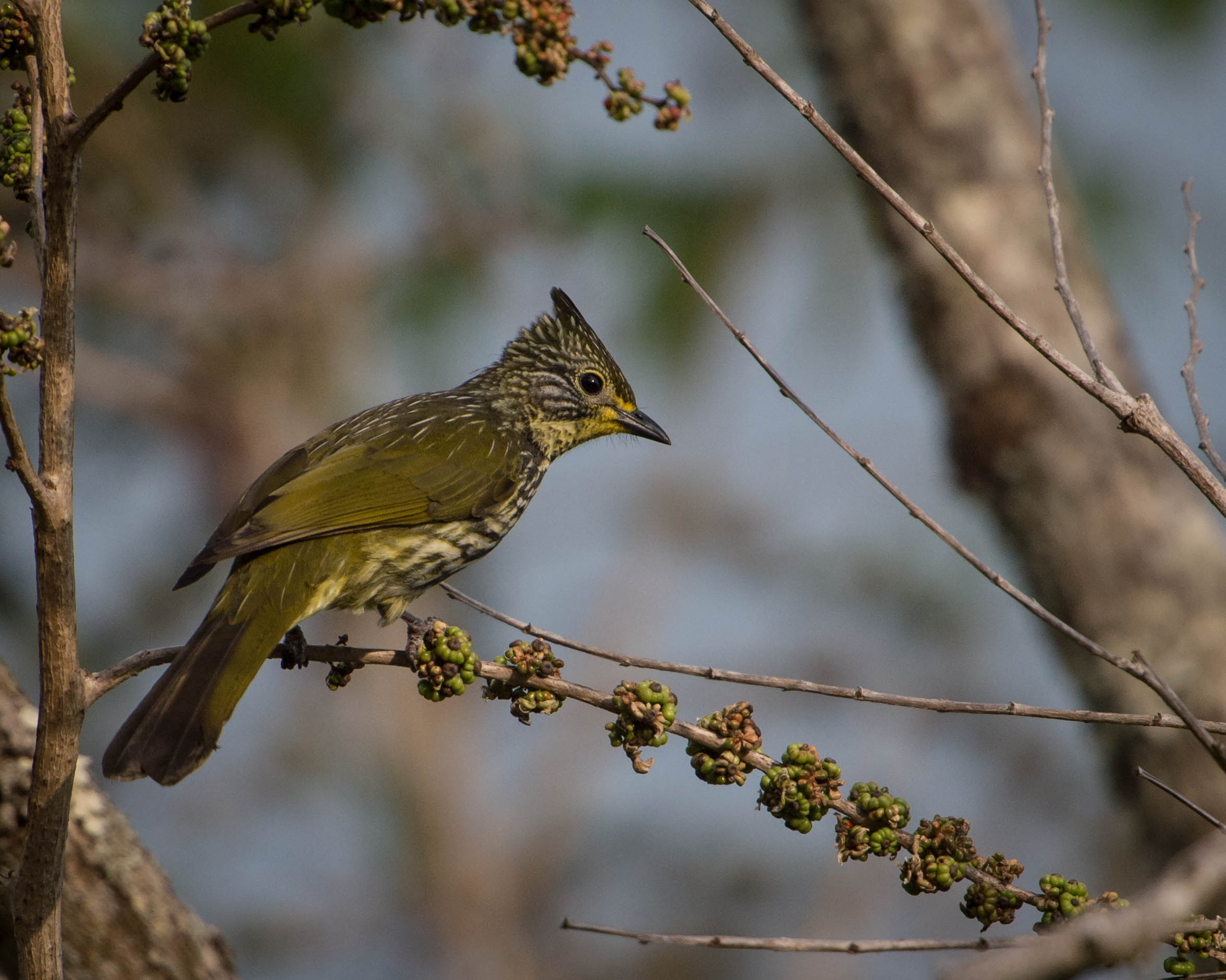
Bulbul strié
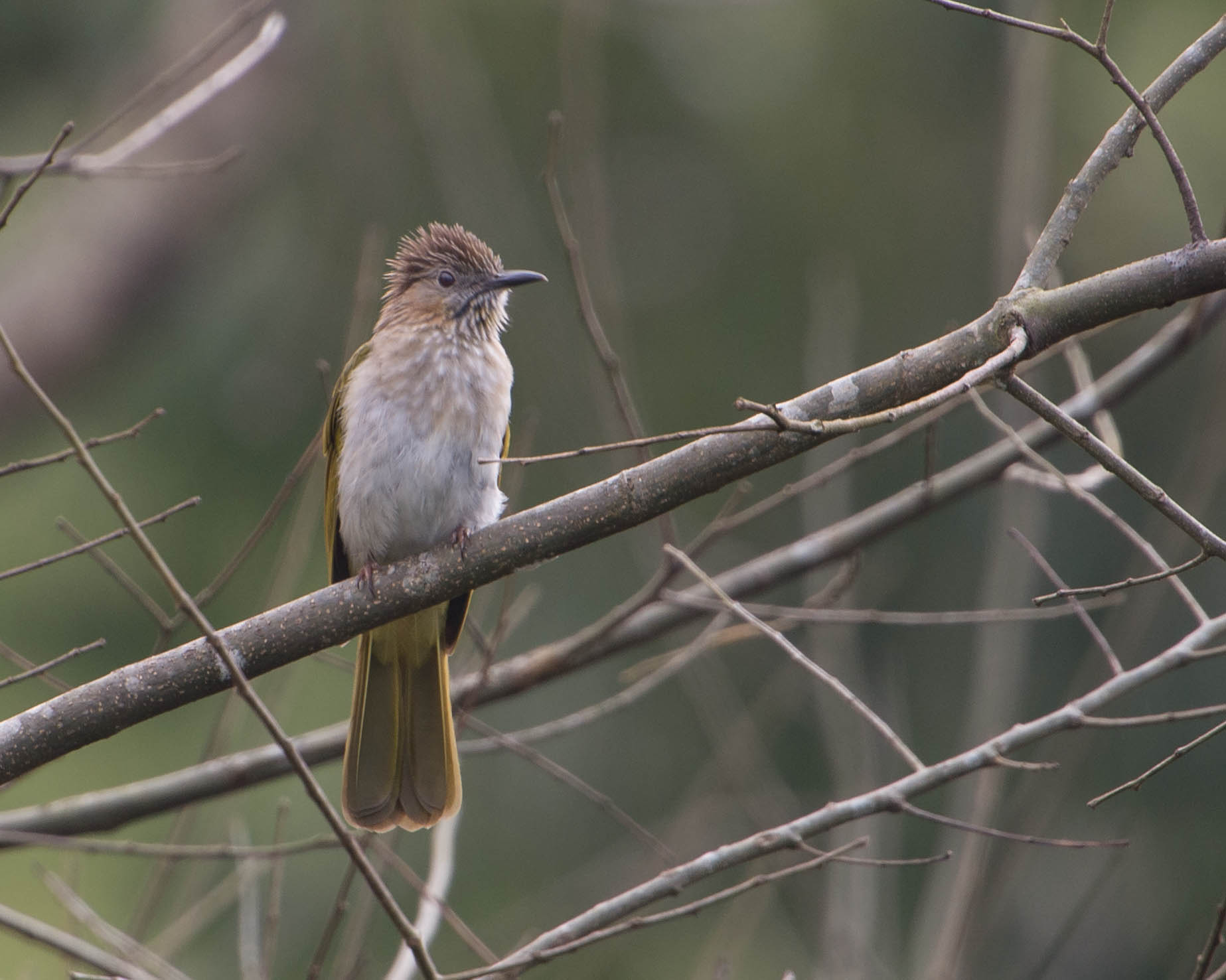
Ixos mcclellandii

Oiseaux passereaux Turdidae
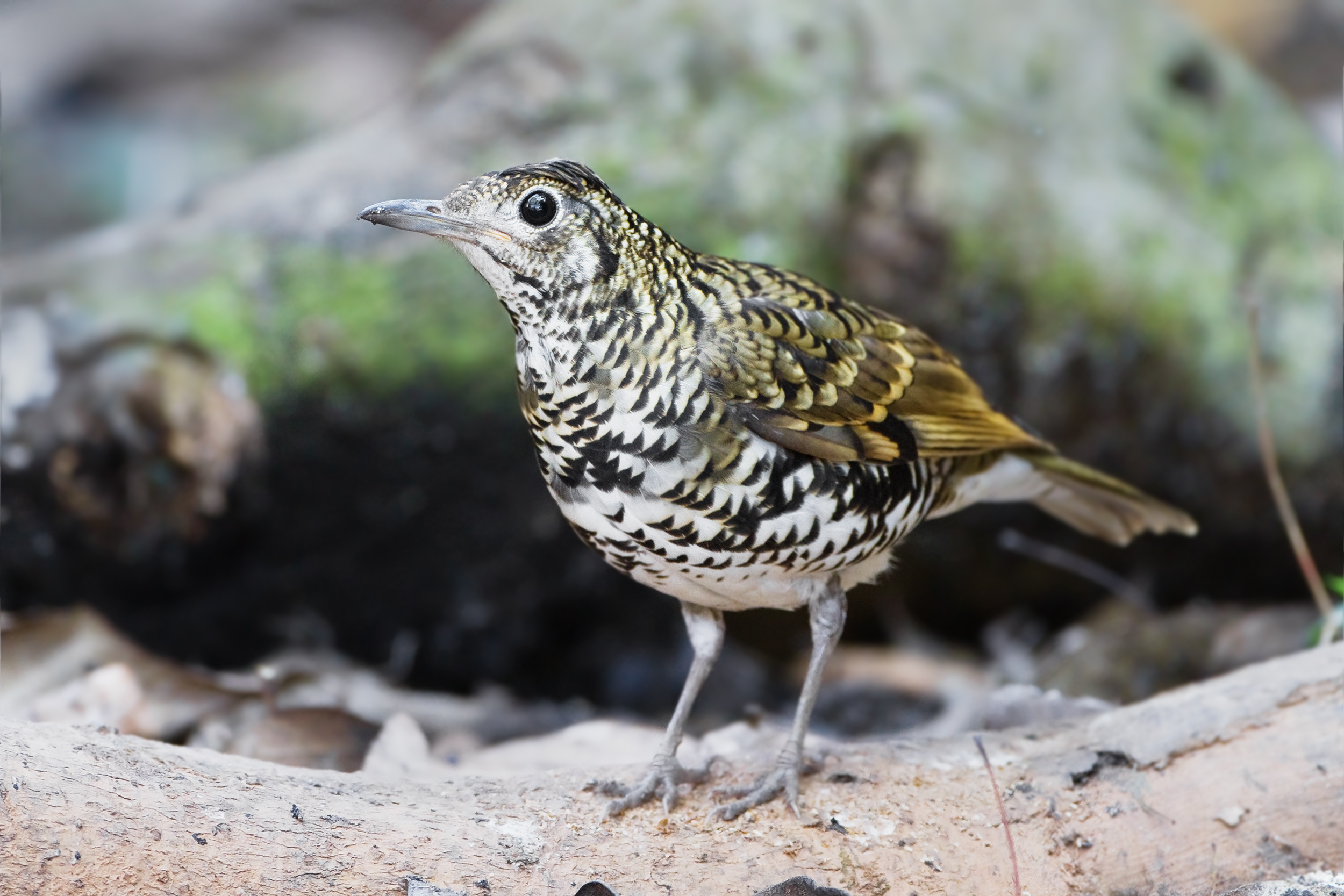
Grive dama
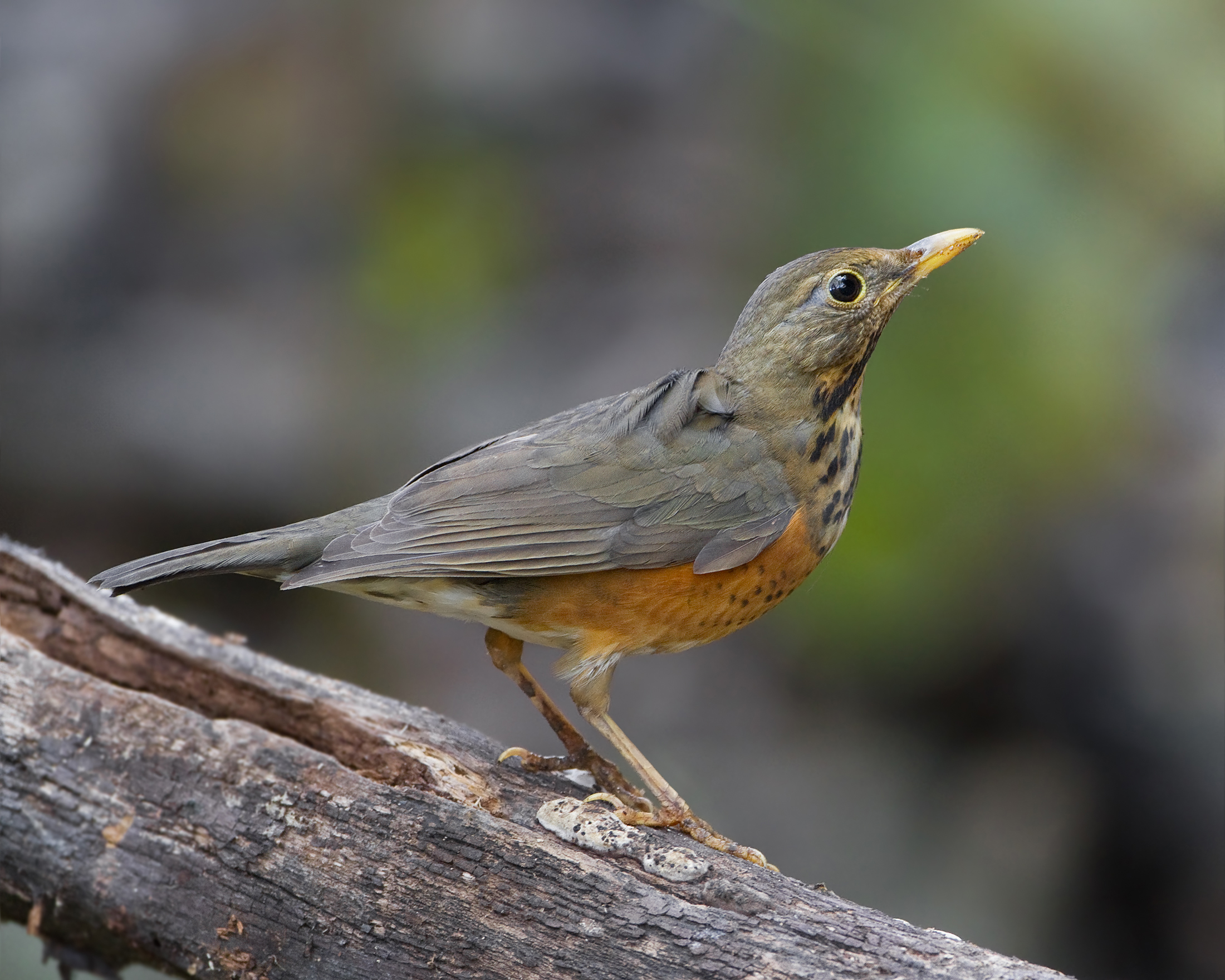
Merle à poitrine noire, femelle
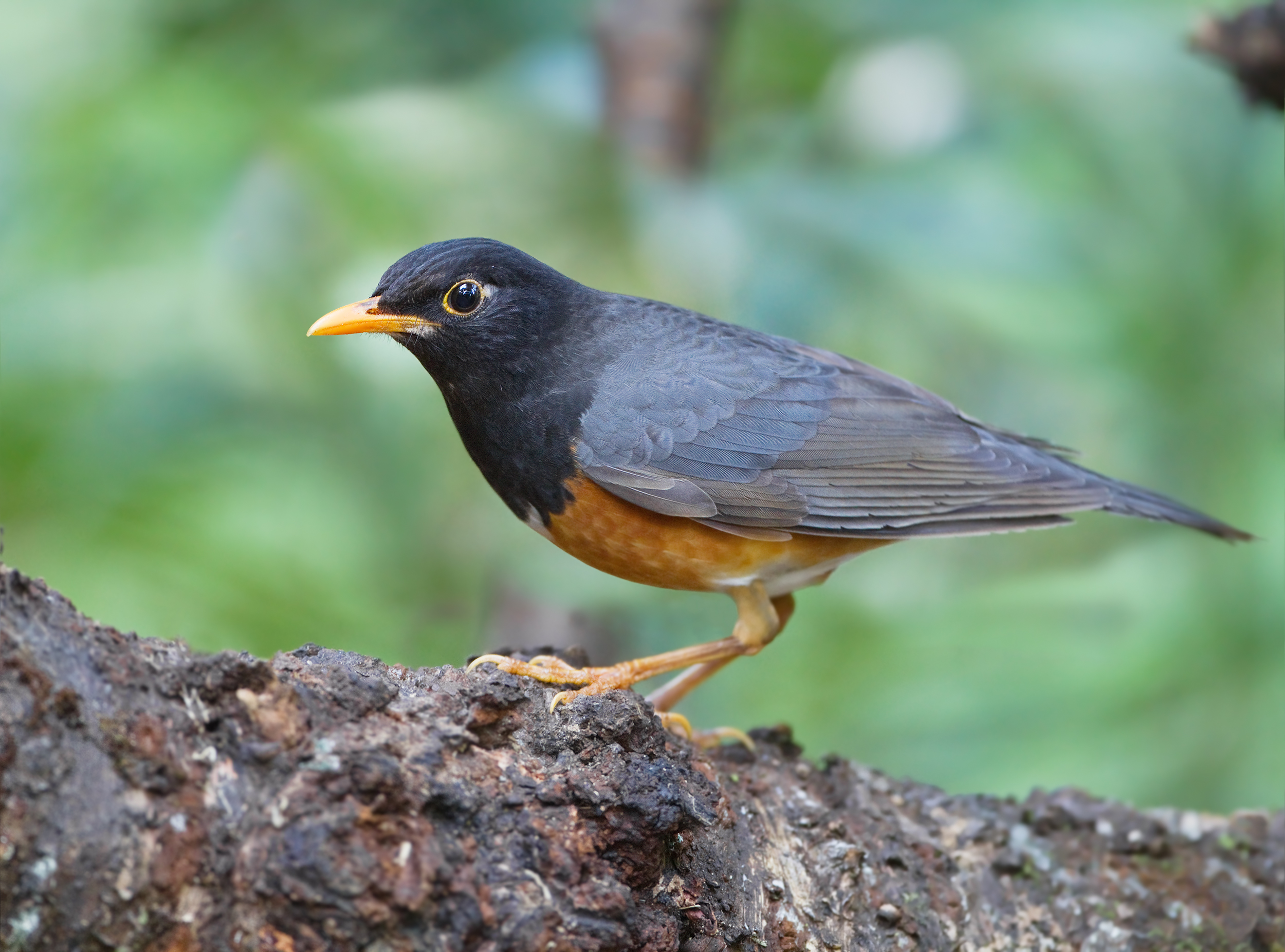
Merle à poitrine noire, mâle
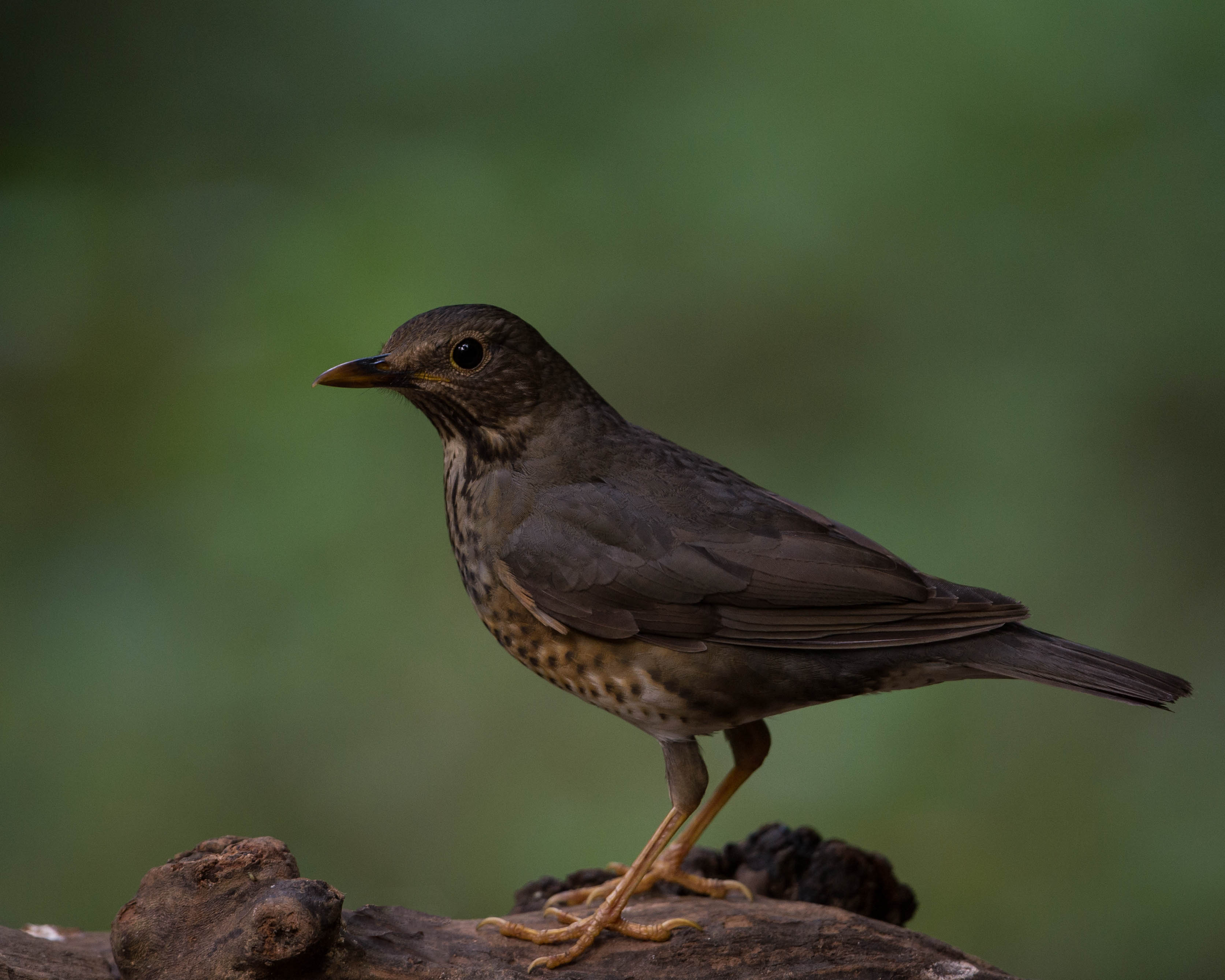
Merle du Japon, femelle

Autres oiseaux passereaux
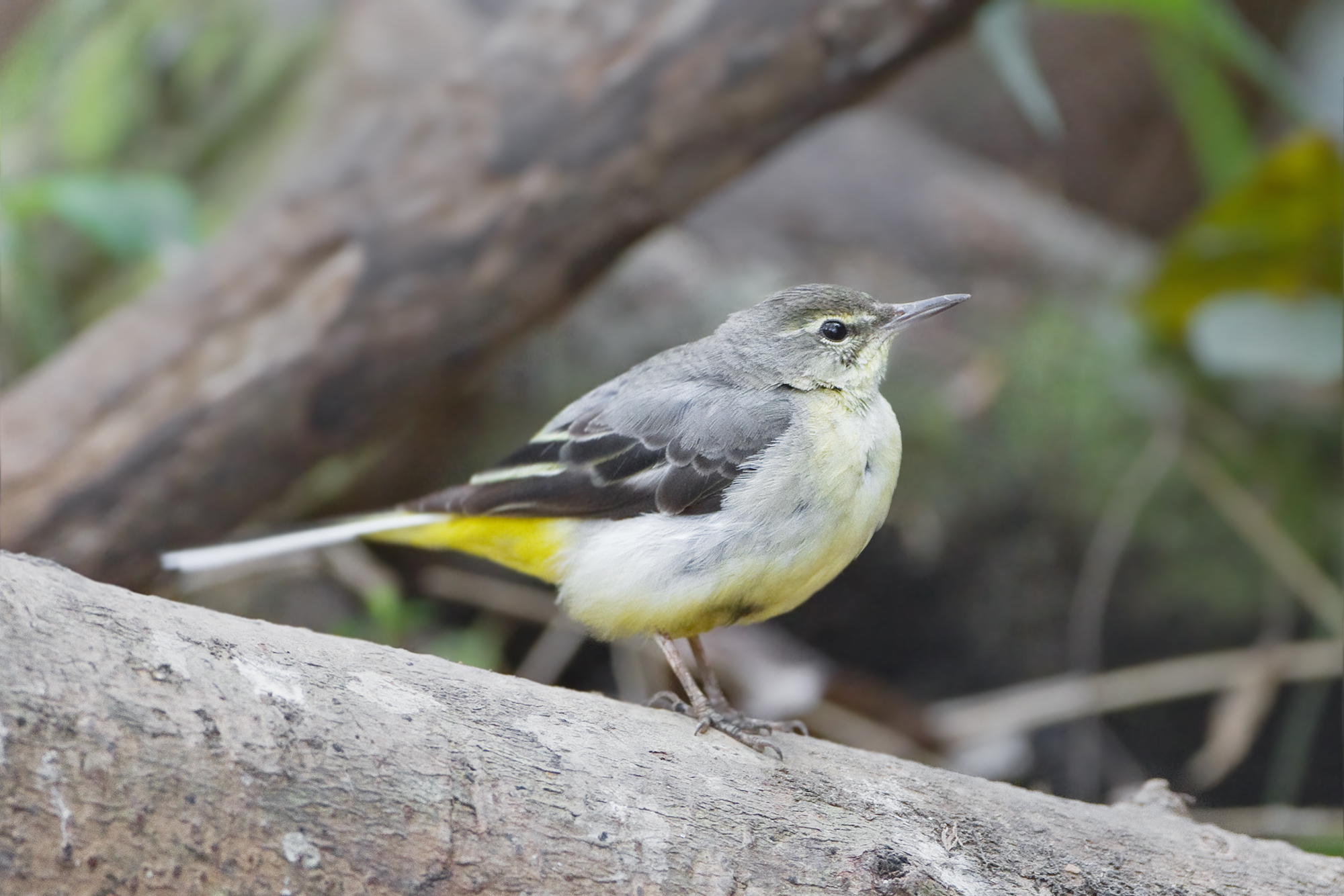
Bergeronnette des ruisseaux
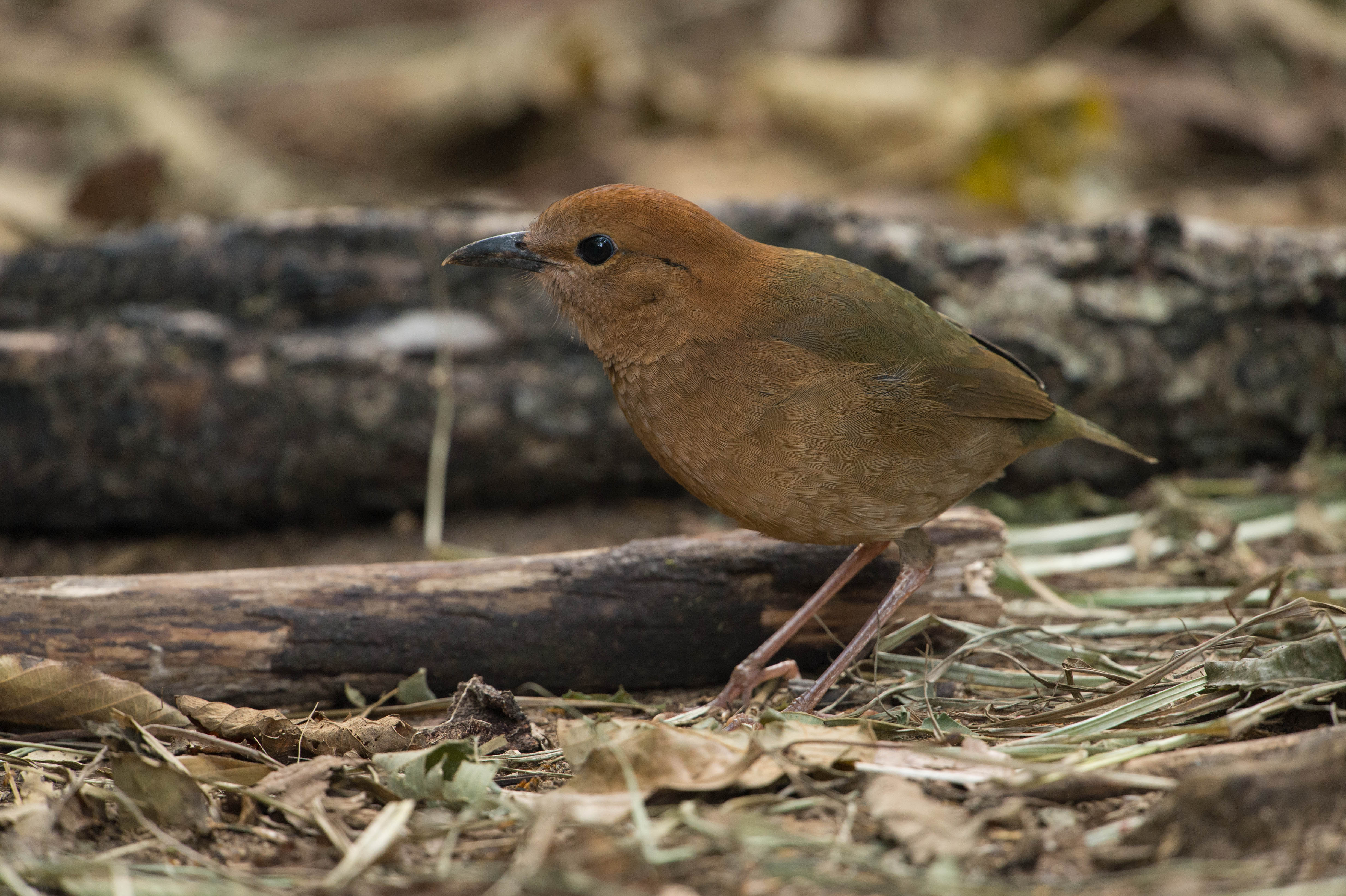
Brève à nuque fauve
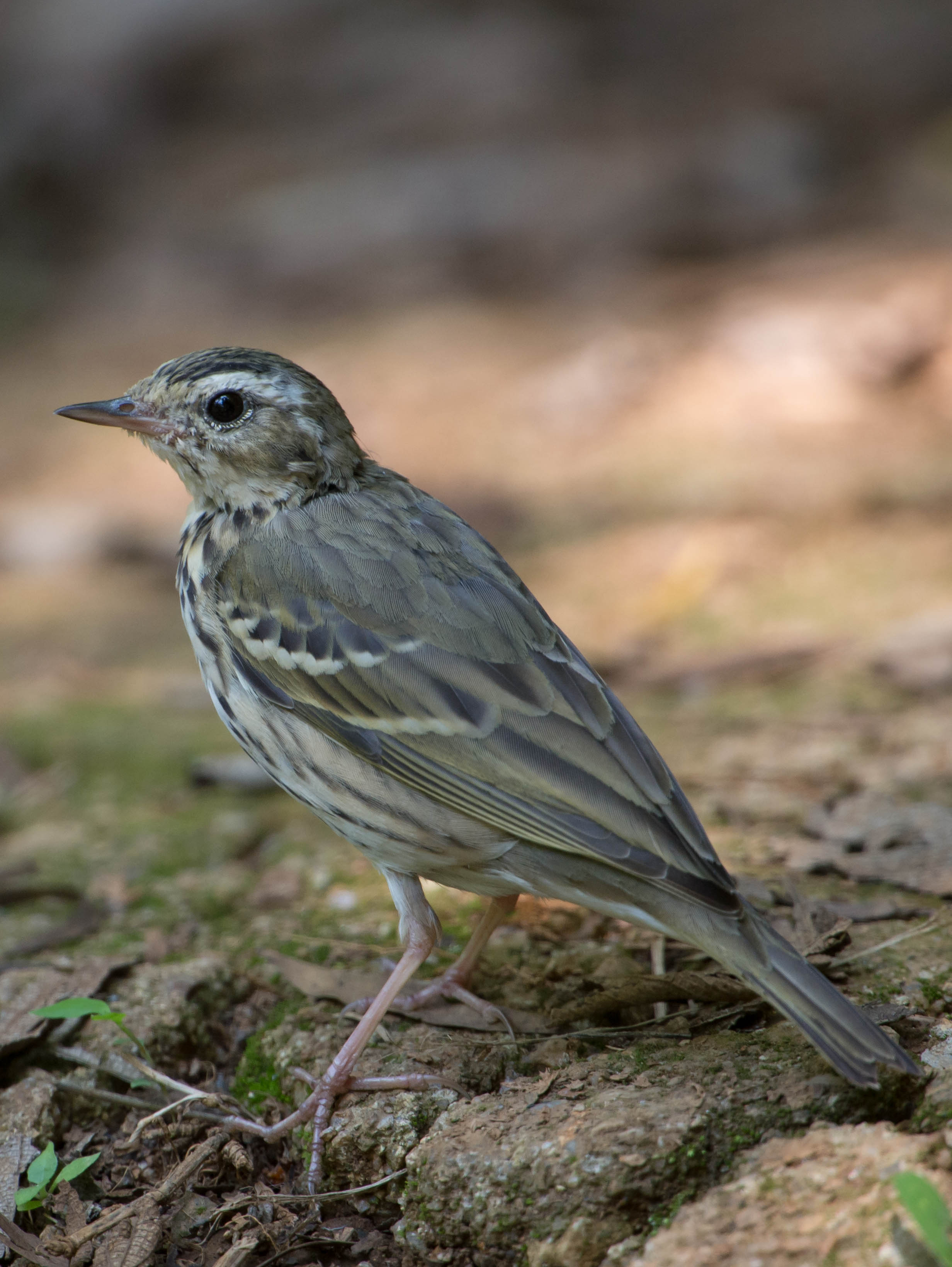
Pipit à dos olive
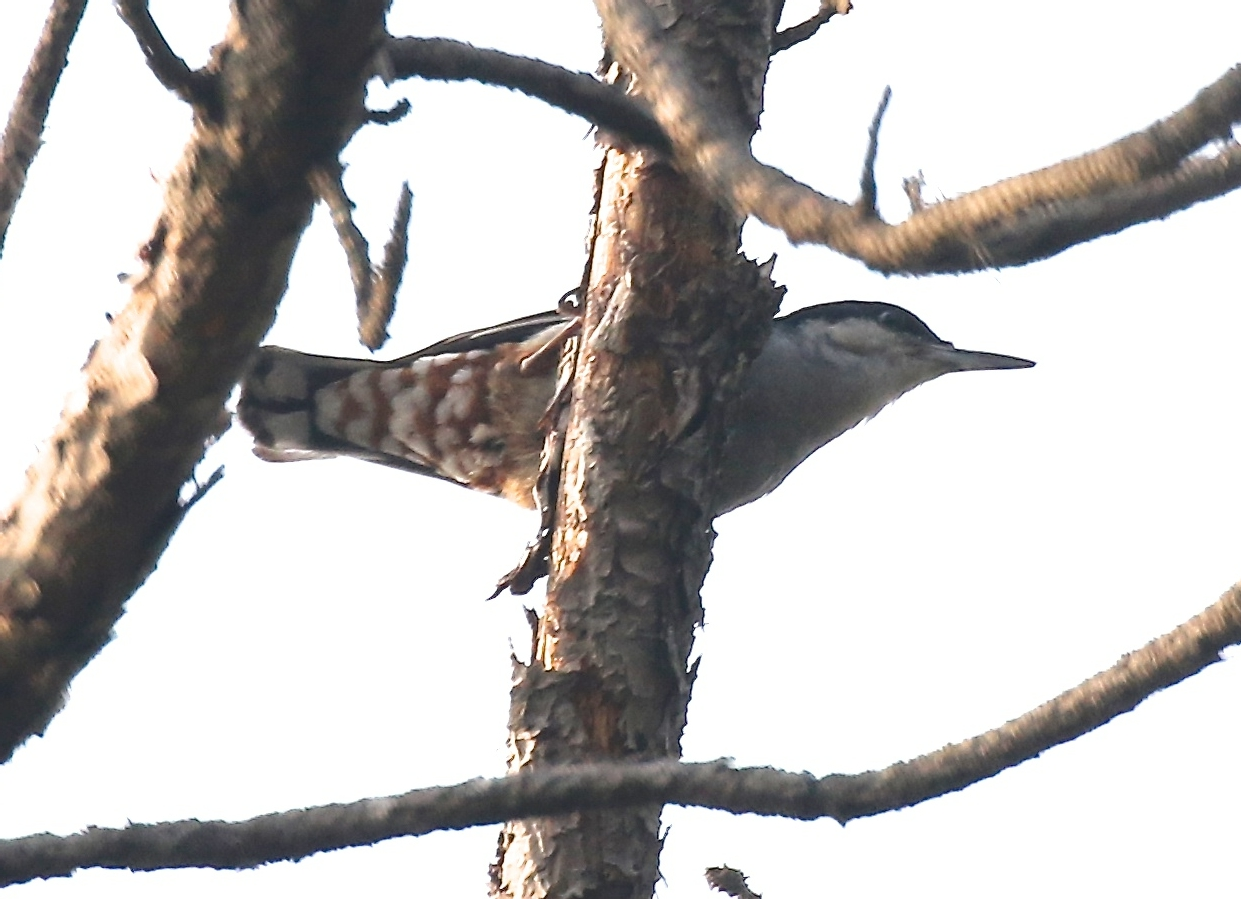
Sittelle géante

Il peut aussi observer parfois des oiseaux non passereaux, oiseaux de taille moyenne ou grande :
- Accipitridae : vautour à long bec et vautour de l'Himalaya ... ;
- Picidae : pic à plastron rouge ... ;
- mais aussi ...

Oiseaux non passereaux
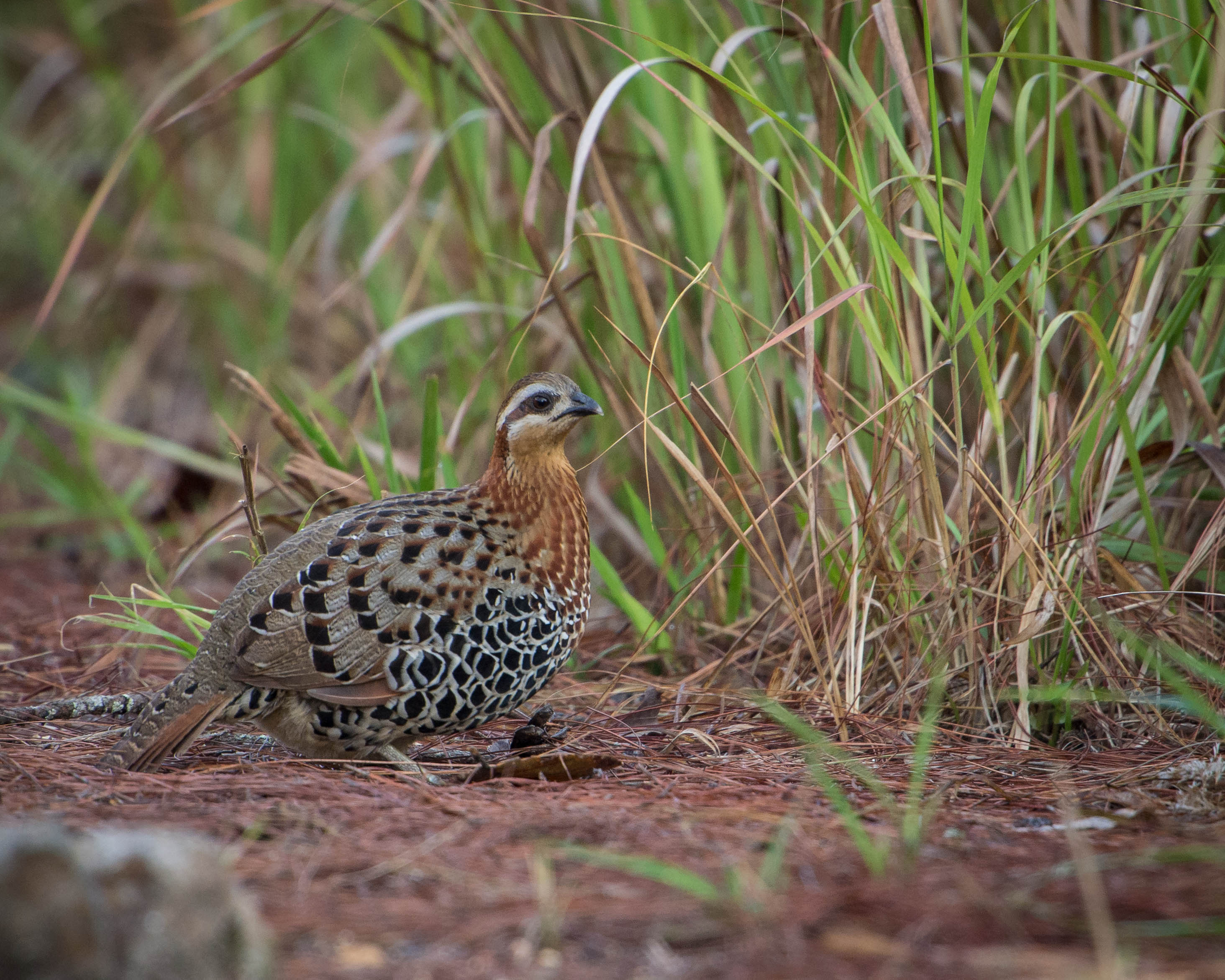
Bambusicole de Fytch
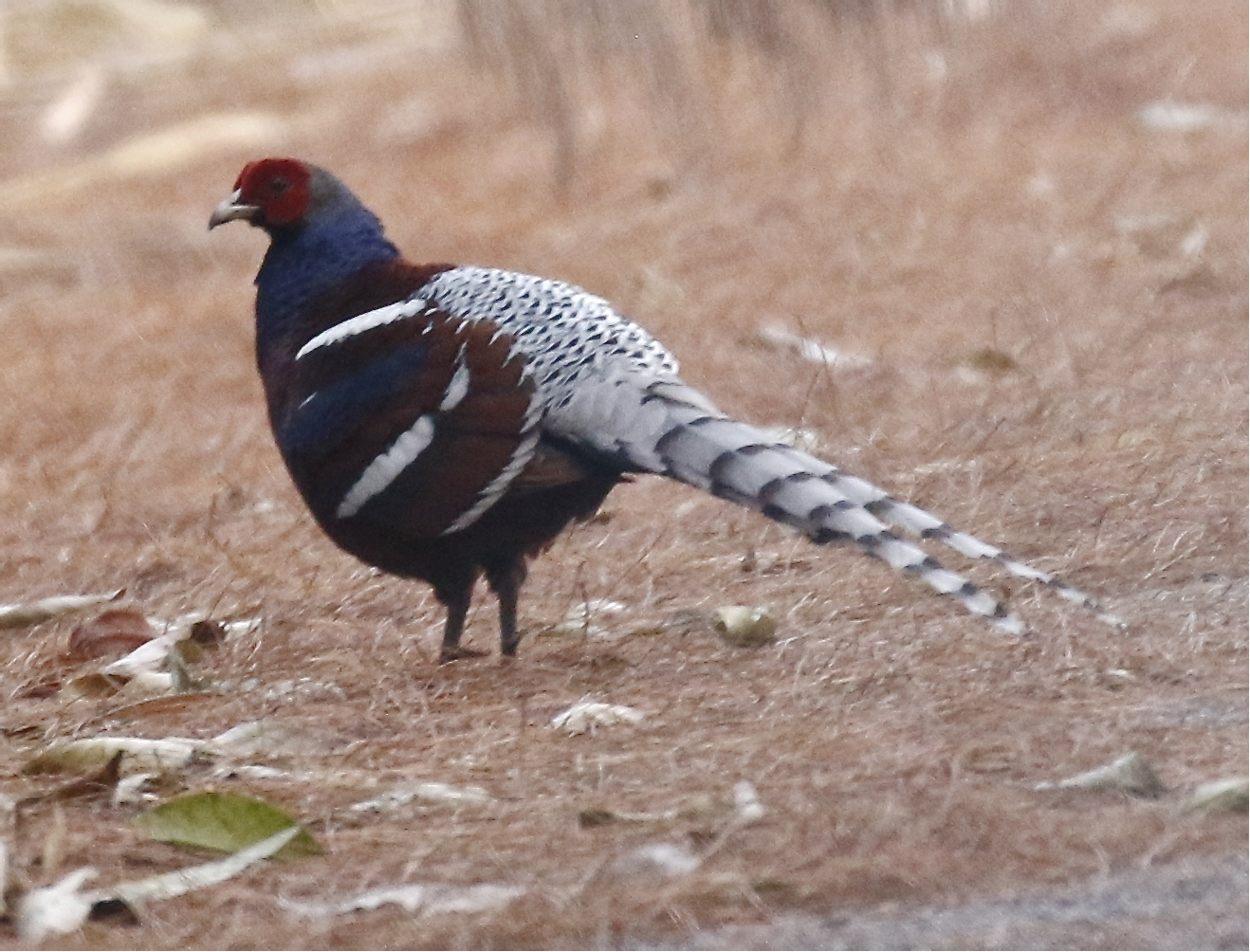
Faisan de Hume
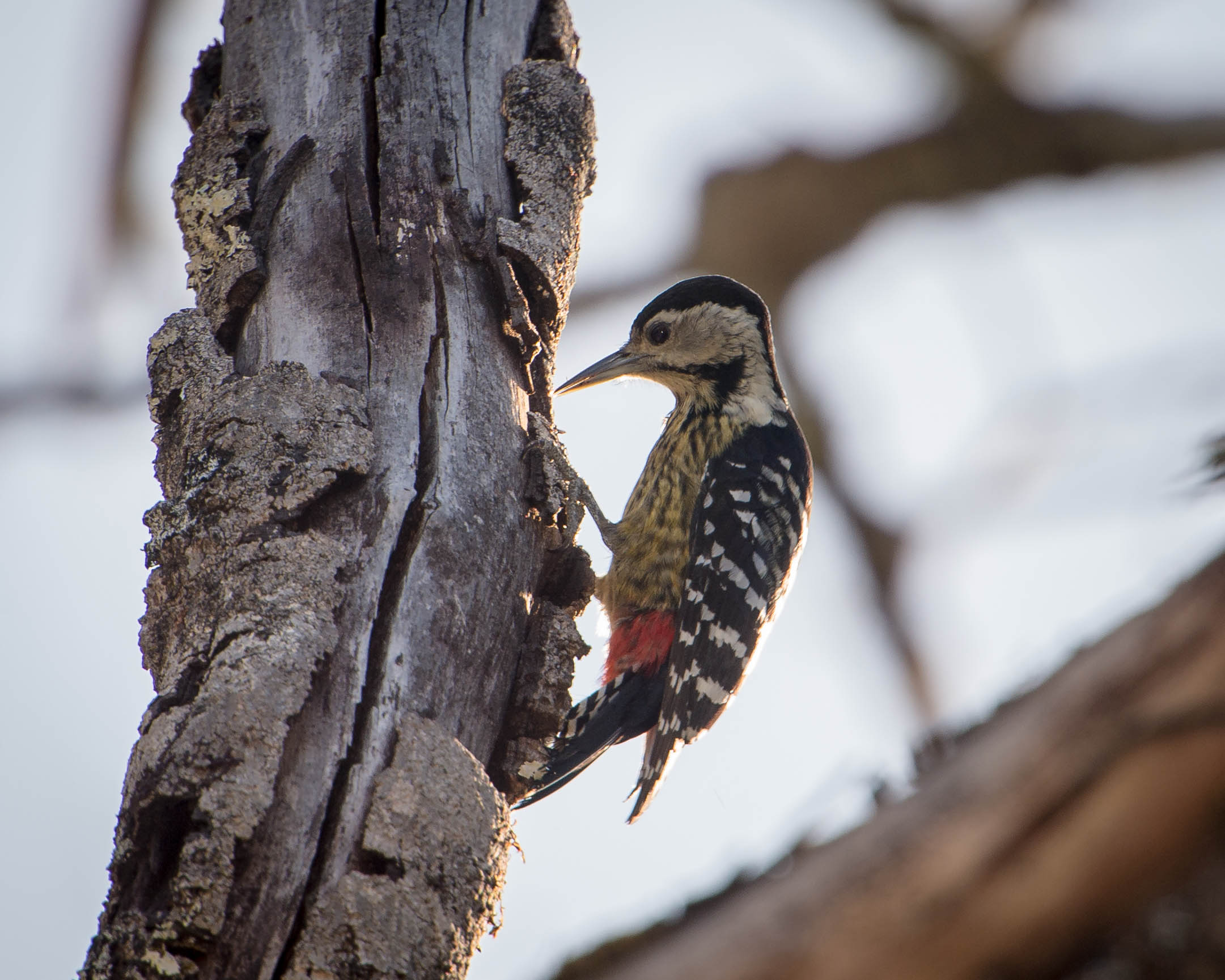
Pic à poitrine rayée
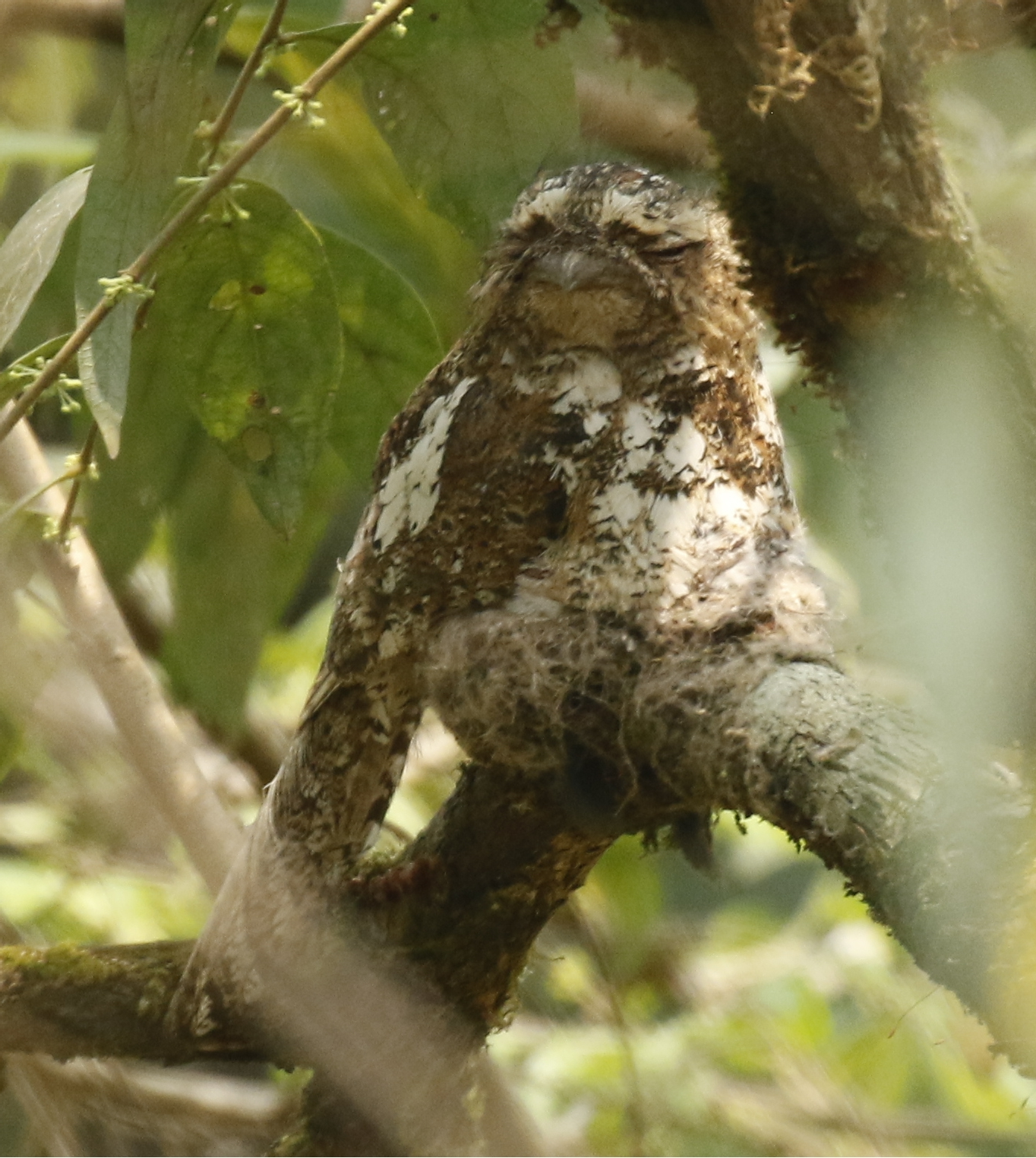
Podarge de Hodgson
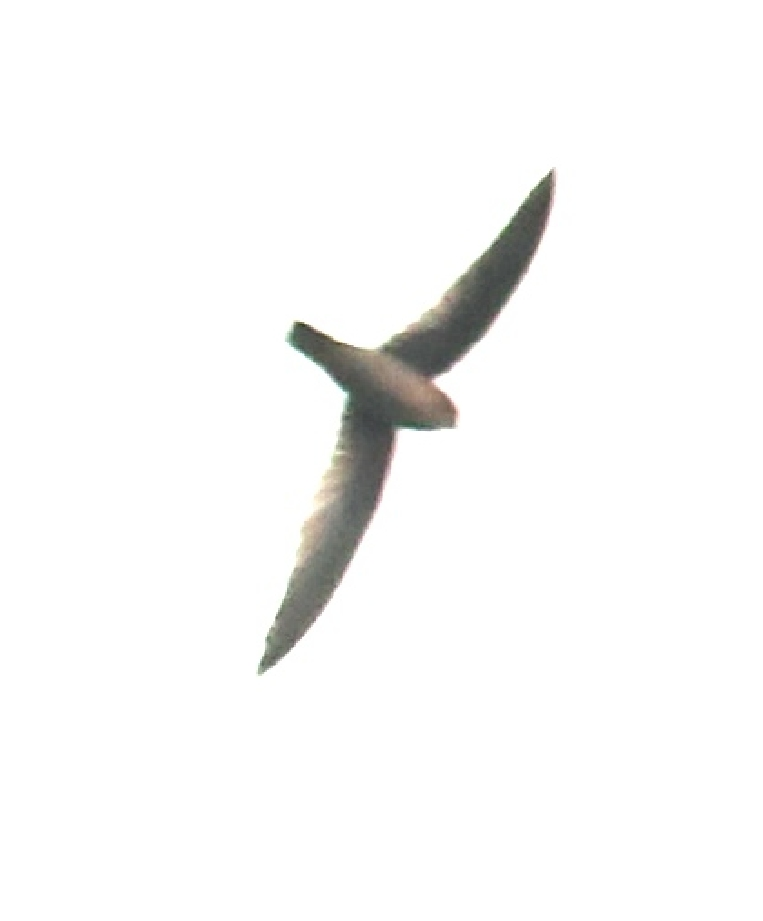
Salangane de l'Himalaya

#### Des reptiles
En particulier des tortues platysternon megacephalum et des tortues brunes manouria emys ; des serpents à col rouge rhabdophis subminiatus et des serpents bongare annelé ; des varans du Bengale etc.

#### Des amphibiens
Grenouille peinte de Malaisie et le triton empereur etc.

#### Plus de 130 espèces de papillons, des abeilles et de nombreux autres insectes, des arthropodes, des vers et des sangsues...
- papillons teinopalpus imperialis dans la canopée des forêts de montagne et papillons meandrusa sciron, papillons troides aeacus et troides helena... ;
- abeille géante de l'Himalaya apis laboriosa, observée récemment en 2023-2024 uniquement dans le parc de Doi Pha Hom Pok[16],[17], une nouvelle espèce d'abeilles mellifère de la famille Apis qui s'ajoute aux quatre autres espèces de la famille Apis présentes en Thaïlande, c'est-à-dire l'abeille naine noire apis andreniformis, l'abeille asiatique apis cerena, l'abeille géante apis dorsata et l'abeille naine rouge apis florea ;
- coléoptères lucane girafe ... ;
- et bien d'autres comme les incontournables moustiques, le scorpion scorpiops chiangmai etc.